# Liste des monuments historiques de Saint-Nicolas (Flandre-Orientale)
Cette page regroupe l'ensemble des monuments classés de la ville belge de Saint-Nicolas.
| Objet                                                                                         | Statut du classement? | Année de construction/architecte | Section communale | Adresse                      | Coordonnées                      | Numéro d'inventaire | Illustration                                                                                  |
| --------------------------------------------------------------------------------------------- | --------------------- | -------------------------------- | ----------------- | ---------------------------- | -------------------------------- | ------------------- | --------------------------------------------------------------------------------------------- |
| (nl) Enkelhuizen eclectisme                                                                   |                       |                                  | Sint-Niklaas      | Aerschotstraat 100-108       | 51° 09′ 56″ nord, 4° 07′ 48″ est | 14919               | Téléverser                                                                                    |
| (nl) Hoekhuis 1928                                                                            |                       |                                  | Sint-Niklaas      | Aerschotstraat 110           | 51° 09′ 56″ nord, 4° 07′ 48″ est | 14920               | Téléverser                                                                                    |
| (nl) Gebouwen van Steenbakkerij Scheerders van Kerchove's Verenigde Fabrieken N.V.            |                       |                                  | Sint-Niklaas      | Aerschotstraat 114           | 51° 09′ 44″ nord, 4° 00′ 00″ est | 14921               | (nl) Gebouwen van Steenbakkerij Scheerders van Kerchove's Verenigde Fabrieken N.V.            |
| (nl) Hoekhuis                                                                                 |                       |                                  | Sint-Niklaas      | Ankerstraat 1                | 51° 09′ 55″ nord, 4° 08′ 36″ est | 14922               | Téléverser                                                                                    |
| (nl) Diephuis                                                                                 |                       |                                  | Sint-Niklaas      | Ankerstraat 6                | 51° 09′ 56″ nord, 4° 08′ 36″ est | 14923               | Téléverser                                                                                    |
| (nl) Dubbelhuis                                                                               |                       |                                  | Sint-Niklaas      | Ankerstraat 8                | 51° 09′ 56″ nord, 4° 08′ 37″ est | 14924               | Téléverser                                                                                    |
| (nl) Winkelpand                                                                               |                       |                                  | Sint-Niklaas      | Ankerstraat 14               | 51° 09′ 56″ nord, 4° 08′ 38″ est | 14925               | Téléverser                                                                                    |
| (nl) Winkelpand                                                                               |                       |                                  | Sint-Niklaas      | Ankerstraat 16               | 51° 09′ 56″ nord, 4° 08′ 38″ est | 14925               | Téléverser                                                                                    |
| (nl) Dubbelhuis                                                                               |                       |                                  | Sint-Niklaas      | Ankerstraat 27               | 51° 09′ 55″ nord, 4° 08′ 40″ est | 14927               | Téléverser                                                                                    |
| (nl) Ingangspoort externaat Berkenboom                                                        |                       |                                  | Sint-Niklaas      | Ankerstraat 39               | 51° 09′ 56″ nord, 4° 08′ 41″ est | 14928               | (nl) Ingangspoort externaat Berkenboom                                                        |
| (nl) Enkelhuis                                                                                |                       |                                  | Sint-Niklaas      | Ankerstraat 45               | 51° 09′ 56″ nord, 4° 08′ 42″ est | 14929               | Téléverser                                                                                    |
| (nl) Burgerhuizen XX art deco stijl                                                           |                       |                                  | Sint-Niklaas      | Ankerstraat 59               | 51° 09′ 56″ nord, 4° 08′ 44″ est | 14931               | Téléverser                                                                                    |
| (nl) Herenhuis jeneverstokerij Van Haute                                                      |                       |                                  | Sint-Niklaas      | Ankerstraat 65               | 51° 09′ 57″ nord, 4° 08′ 47″ est | 14932               | Téléverser                                                                                    |
| (nl) Dekenij, huis Oratorie en poortgebouw                                                    | Oui                   |                                  | Sint-Niklaas      | Ankerstraat 83               | 51° 09′ 56″ nord, 4° 08′ 52″ est | 14933               | (nl) Dekenij, huis Oratorie en poortgebouw                                                    |
| (nl) Sint-Lucia, psychiatrische inrichting voor vrouwen                                       |                       |                                  | Sint-Niklaas      | Ankerstraat 91               | 51° 09′ 59″ nord, 4° 08′ 52″ est | 14935               | Téléverser                                                                                    |
| (nl) Dubbelhuis Rubenspaleis                                                                  |                       |                                  | Sint-Niklaas      | Ankerstraat 109              | 51° 10′ 02″ nord, 4° 08′ 53″ est | 14936               | (nl) Dubbelhuis Rubenspaleis                                                                  |
| (nl) Apotheek De Rechter, art decostijl ca. 1930                                              |                       |                                  | Sint-Niklaas      | Ankerstraat 140              | 51° 10′ 04″ nord, 4° 08′ 52″ est | 14938               | Téléverser                                                                                    |
| (nl) Fabriekscomplex Twijnderij Schoeters                                                     |                       |                                  | Sint-Niklaas      | Antwerpse Steenweg 41        | 51° 10′ 01″ nord, 4° 09′ 15″ est | 14939               | Téléverser                                                                                    |
| (nl) Fabriekscomplex Twijnderij Schoeters                                                     |                       |                                  | Sint-Niklaas      | Antwerpse Steenweg 5         | 51° 10′ 04″ nord, 4° 09′ 13″ est | 14939               | Téléverser                                                                                    |
| (nl) Herenhuis enkelhuistype XIX                                                              |                       |                                  | Sint-Niklaas      | Apostelstraat 20             | 51° 09′ 51″ nord, 4° 08′ 38″ est | 14941               | Téléverser                                                                                    |
| (nl) Dubbelhuis                                                                               |                       |                                  | Sint-Niklaas      | Apostelstraat 43             | 51° 09′ 49″ nord, 4° 08′ 38″ est | 14942               | Téléverser                                                                                    |
| (nl) Heikapel, barokstijl 1779                                                                |                       |                                  | Sint-Niklaas      | Beeldstraat                  | 51° 10′ 08″ nord, 4° 11′ 45″ est | 14943               | (nl) Heikapel, barokstijl 1779                                                                |
| (nl) Herenhuis art deco stijl 1929                                                            |                       |                                  | Sint-Niklaas      | Bellestraat 17               | 51° 10′ 21″ nord, 4° 09′ 59″ est | 14944               | (nl) Herenhuis art deco stijl 1929                                                            |
| (nl) Herenhuis                                                                                |                       |                                  | Sint-Niklaas      | Bellestraat 19               | 51° 10′ 21″ nord, 4° 10′ 00″ est | 14945               | Téléverser                                                                                    |
| (nl) Boerderij met woonhuis                                                                   |                       |                                  | Sint-Niklaas      | Bellestraat 31               | 51° 10′ 23″ nord, 4° 10′ 09″ est | 14946               | Téléverser                                                                                    |
| (nl) Arbeidershuisjes                                                                         |                       |                                  | Sint-Niklaas      | Breedstraat 76               | 51° 10′ 05″ nord, 4° 09′ 41″ est | 14949               | Téléverser                                                                                    |
| (nl) Arbeidershuisjes                                                                         |                       |                                  | Sint-Niklaas      | Breedstraat 78               | 51° 10′ 05″ nord, 4° 09′ 41″ est | 14949               | Téléverser                                                                                    |
| (nl) Arbeidershuisjes                                                                         |                       |                                  | Sint-Niklaas      | Breedstraat 80               | 51° 10′ 05″ nord, 4° 09′ 41″ est | 14949               | Téléverser                                                                                    |
| (nl) Arbeidershuisjes                                                                         |                       |                                  | Sint-Niklaas      | Breedstraat 82               | 51° 10′ 05″ nord, 4° 09′ 41″ est | 14949               | Téléverser                                                                                    |
| (nl) Arbeidershuisjes                                                                         |                       |                                  | Sint-Niklaas      | Breedstraat 84               | 51° 10′ 05″ nord, 4° 09′ 41″ est | 14949               | Téléverser                                                                                    |
| (nl) Arbeidershuisjes                                                                         |                       |                                  | Sint-Niklaas      | Breedstraat 86               | 51° 10′ 05″ nord, 4° 09′ 41″ est | 14949               | Téléverser                                                                                    |
| (nl) Arbeidershuisjes                                                                         |                       |                                  | Sint-Niklaas      | Breedstraat 88               | 51° 10′ 05″ nord, 4° 09′ 41″ est | 14949               | Téléverser                                                                                    |
| (nl) Woonhuis dubbelhuistype, boerderij                                                       |                       |                                  | Sint-Niklaas      | Breedstraat 94               | 51° 10′ 04″ nord, 4° 09′ 44″ est | 14950               | Téléverser                                                                                    |
| (nl) Herenhuis XIX, dubbelhuis                                                                |                       |                                  | Sint-Niklaas      | Breedstraat 239              | 51° 09′ 47″ nord, 4° 09′ 46″ est | 14951               | Téléverser                                                                                    |
| (nl) Boerderij met woonhuis dubbelhuistype                                                    |                       |                                  | Sint-Niklaas      | Callaertstraat 42            | 51° 10′ 47″ nord, 4° 10′ 14″ est | 14952               | Téléverser                                                                                    |
| (nl) Burgerhuis                                                                               |                       |                                  | Sint-Niklaas      | Stationsstraat 98            | 51° 10′ 07″ nord, 4° 08′ 32″ est | 14953               | Téléverser                                                                                    |
| (nl) Enkelhuis 1861                                                                           |                       |                                  | Sint-Niklaas      | Casinostraat 2               | 51° 10′ 09″ nord, 4° 08′ 27″ est | 14954               | Téléverser                                                                                    |
| (nl) Breedhuis 1861                                                                           |                       |                                  | Sint-Niklaas      | Casinostraat 6               | 51° 10′ 09″ nord, 4° 08′ 27″ est | 14955               | Téléverser                                                                                    |
| (nl) Enkelhuizen XIX                                                                          |                       |                                  | Sint-Niklaas      | Casinostraat 12              | 51° 10′ 09″ nord, 4° 08′ 25″ est | 14956               | Téléverser                                                                                    |
| (nl) Enkelhuizen XIX                                                                          |                       |                                  | Sint-Niklaas      | Casinostraat 14              | 51° 10′ 09″ nord, 4° 08′ 25″ est | 14956               | Téléverser                                                                                    |
| (nl) Herenhuis 1868 naar ontwerp van J. De Somme                                              |                       |                                  | Sint-Niklaas      | Casinostraat 9               | 51° 10′ 07″ nord, 4° 08′ 29″ est | 14957               | Téléverser                                                                                    |
| (nl) Breedhuis 1862 naar ontwerp van E. Serrure                                               |                       |                                  | Sint-Niklaas      | Casinostraat 15              | 51° 10′ 07″ nord, 4° 08′ 27″ est | 14958               | Téléverser                                                                                    |
| (nl) Burgerhuis 1862 E. Serrure                                                               |                       |                                  | Sint-Niklaas      | Casinostraat 17              | 51° 10′ 07″ nord, 4° 08′ 27″ est | 14959               | Téléverser                                                                                    |
| (nl) Burgerhuizen                                                                             |                       |                                  | Sint-Niklaas      | Casinostraat 19              | 51° 10′ 07″ nord, 4° 08′ 26″ est | 14960               | Téléverser                                                                                    |
| (nl) Burgerhuizen                                                                             |                       |                                  | Sint-Niklaas      | Casinostraat 23              | 51° 10′ 07″ nord, 4° 08′ 26″ est | 14960               | Téléverser                                                                                    |
| (nl) Dubbelhuizen XIX                                                                         |                       |                                  | Sint-Niklaas      | Casinostraat 21              | 51° 10′ 07″ nord, 4° 08′ 26″ est | 14961               | Téléverser                                                                                    |
| (nl) Woningen                                                                                 |                       |                                  | Sint-Niklaas      | Casinostraat 33              | 51° 10′ 07″ nord, 4° 08′ 23″ est | 14962               | Téléverser                                                                                    |
| (nl) Woningen                                                                                 |                       |                                  | Sint-Niklaas      | Casinostraat 35              | 51° 10′ 07″ nord, 4° 08′ 23″ est | 14962               | Téléverser                                                                                    |
| (nl) Enkelhuis                                                                                |                       |                                  | Sint-Niklaas      | Casinostraat 37              | 51° 10′ 07″ nord, 4° 08′ 22″ est | 14963               | Téléverser                                                                                    |
| (nl) Burgerhuizen tot winkel omgebouwd                                                        |                       |                                  | Sint-Niklaas      | Casinostraat 39              | 51° 10′ 08″ nord, 4° 08′ 21″ est | 14964               | Téléverser                                                                                    |
| (nl) Burgerhuizen tot winkel omgebouwd                                                        |                       |                                  | Sint-Niklaas      | Casinostraat 41              | 51° 10′ 08″ nord, 4° 08′ 21″ est | 14964               | Téléverser                                                                                    |
| (nl) Ecce-homo kapel 1757                                                                     | Oui                   |                                  | Sint-Niklaas      | de Castrodreef               | 51° 09′ 47″ nord, 4° 08′ 17″ est | 14965               | Téléverser                                                                                    |
| (nl) Exaerdekenshof of Castrohof                                                              | Oui                   |                                  | Sint-Niklaas      | de Castrodreef 2             | 51° 09′ 44″ nord, 4° 08′ 19″ est | 14966               | Téléverser                                                                                    |
| (nl) Hoekhuis                                                                                 |                       |                                  | Sint-Niklaas      | Dr. Verdurmenstraat 2        | 51° 10′ 03″ nord, 4° 08′ 33″ est | 14967               | Téléverser                                                                                    |
| (nl) Eenheidsbebouwing                                                                        |                       |                                  | Sint-Niklaas      | Dr. Verdurmenstraat 11       | 51° 10′ 02″ nord, 4° 08′ 34″ est | 14968               | Téléverser                                                                                    |
| (nl) Eenheidsbebouwing                                                                        |                       |                                  | Sint-Niklaas      | Dr. Verdurmenstraat 9        | 51° 10′ 02″ nord, 4° 08′ 34″ est | 14968               | Téléverser                                                                                    |
| (nl) Burgerhuizen                                                                             |                       |                                  | Sint-Niklaas      | Dr. Verdurmenstraat 12       | 51° 10′ 03″ nord, 4° 08′ 36″ est | 14969               | Téléverser                                                                                    |
| (nl) Burgerhuizen                                                                             |                       |                                  | Sint-Niklaas      | Dr. Verdurmenstraat 16       | 51° 10′ 03″ nord, 4° 08′ 36″ est | 14969               | Téléverser                                                                                    |
| (nl) Burgerhuizen                                                                             |                       |                                  | Sint-Niklaas      | Dr. Verdurmenstraat 13       | 51° 10′ 02″ nord, 4° 08′ 35″ est | 14970               | Téléverser                                                                                    |
| (nl) Burgerhuizen                                                                             |                       |                                  | Sint-Niklaas      | Dr. Verdurmenstraat 15       | 51° 10′ 02″ nord, 4° 08′ 35″ est | 14970               | Téléverser                                                                                    |
| (nl) Enkelhuizen                                                                              |                       |                                  | Sint-Niklaas      | Dr. Verdurmenstraat 18       | 51° 10′ 03″ nord, 4° 08′ 37″ est | 14971               | Téléverser                                                                                    |
| (nl) Enkelhuizen                                                                              |                       |                                  | Sint-Niklaas      | Dr. Verdurmenstraat 20       | 51° 10′ 03″ nord, 4° 08′ 37″ est | 14971               | Téléverser                                                                                    |
| (nl) Enkelhuizen                                                                              |                       |                                  | Sint-Niklaas      | Dr. Verdurmenstraat 22       | 51° 10′ 03″ nord, 4° 08′ 37″ est | 14971               | Téléverser                                                                                    |
| (nl) Enkelhuizen                                                                              |                       |                                  | Sint-Niklaas      | Dr. Verdurmenstraat 24       | 51° 10′ 03″ nord, 4° 08′ 37″ est | 14971               | Téléverser                                                                                    |
| (nl) Lijstgevels van huizen                                                                   |                       |                                  | Sint-Niklaas      | Dr. Verdurmenstraat 17       | 51° 10′ 02″ nord, 4° 08′ 36″ est | 14972               | Téléverser                                                                                    |
| (nl) Lijstgevels van huizen                                                                   |                       |                                  | Sint-Niklaas      | Dr. Verdurmenstraat 19       | 51° 10′ 02″ nord, 4° 08′ 36″ est | 14972               | Téléverser                                                                                    |
| (nl) Enkelhuis Nieuwe Zakelijkheid met Art Deco 1925 M.                                       |                       |                                  | Sint-Niklaas      | Dr. Van Raemdonckstraat 29   | 51° 10′ 07″ nord, 4° 09′ 13″ est | 14973               | Téléverser                                                                                    |
| (nl) Enkelhuisje                                                                              |                       |                                  | Sint-Niklaas      | Driekoningenstraat 153       | 51° 10′ 29″ nord, 4° 08′ 31″ est | 14974               | Téléverser                                                                                    |
| (nl) Kapel Onze-Lieve-Vrouw troost in nood - neogotisch                                       |                       |                                  | Sint-Niklaas      | Driekoningenstraat 159       | 51° 10′ 29″ nord, 4° 08′ 31″ est | 14975               | Téléverser                                                                                    |
| (nl) Dubbelhuis                                                                               |                       |                                  | Sint-Niklaas      | Eigenlostraat 2              | 51° 08′ 50″ nord, 4° 10′ 42″ est | 14976               | Téléverser                                                                                    |
| (nl) Hoevetje                                                                                 |                       |                                  | Sint-Niklaas      | Galgstraat 26                | 51° 09′ 22″ nord, 4° 10′ 54″ est | 14977               | Téléverser                                                                                    |
| (nl) Hoevetje met woonhuis                                                                    |                       |                                  | Sint-Niklaas      | Galgstraat 17                | 51° 09′ 13″ nord, 4° 10′ 40″ est | 14978               | Téléverser                                                                                    |
| (nl) Parochiekerk Heilige Johannes Bosco 1950-1952 naar ontwerp van A. Bressers               |                       |                                  | Sint-Niklaas      | Gladiolenstraat              | 51° 09′ 42″ nord, 4° 09′ 30″ est | 14979               | (nl) Parochiekerk Heilige Johannes Bosco 1950-1952 naar ontwerp van A. Bressers               |
| (nl) Witte Molen, grondzeiler                                                                 | Oui                   |                                  | Sint-Niklaas      | Gladiolenstraat 2            | 51° 09′ 44″ nord, 4° 09′ 26″ est | 14980               | (nl) Witte Molen, grondzeiler                                                                 |
| (nl) Neogotisch stadhuis 1840 J. De Somme-Servais                                             | Oui                   |                                  | Sint-Niklaas      | Grote Markt 1                | 51° 09′ 54″ nord, 4° 08′ 21″ est | 14981               | (nl) Neogotisch stadhuis 1840 J. De Somme-Servais                                             |
| (nl) Enkelhuis eclectische stijl ANNO/1896                                                    | Oui                   |                                  | Sint-Niklaas      | Grote Markt 6                | 51° 09′ 51″ nord, 4° 08′ 19″ est | 14982               | Téléverser                                                                                    |
| (nl) Empire getint herenhuis                                                                  | Oui                   |                                  | Sint-Niklaas      | Grote Markt 19               | 51° 09′ 49″ nord, 4° 08′ 23″ est | 14983               | Téléverser                                                                                    |
| (nl) Enkelhuis                                                                                |                       |                                  | Sint-Niklaas      | Grote Markt 22               | 51° 09′ 48″ nord, 4° 08′ 24″ est | 14984               | Téléverser                                                                                    |
| (nl) Rijhuis                                                                                  |                       |                                  | Sint-Niklaas      | Grote Markt 23               | 51° 09′ 48″ nord, 4° 08′ 24″ est | 14985               | Téléverser                                                                                    |
| (nl) Rijhuis                                                                                  |                       |                                  | Sint-Niklaas      | Grote Markt 24               | 51° 09′ 48″ nord, 4° 08′ 24″ est | 14985               | Téléverser                                                                                    |
| (nl) Lijstgevel van gebouw met winkelpui                                                      |                       |                                  | Sint-Niklaas      | Grote Markt 38               | 51° 09′ 48″ nord, 4° 08′ 32″ est | 14987               | Téléverser                                                                                    |
| (nl) Lijstgevel van gebouw met winkelpui                                                      |                       |                                  | Sint-Niklaas      | Grote Markt 39               | 51° 09′ 48″ nord, 4° 08′ 32″ est | 14987               | Téléverser                                                                                    |
| (nl) Landhuis, heden herberg                                                                  | Oui                   |                                  | Sint-Niklaas      | Grote Markt 43               | 51° 09′ 50″ nord, 4° 08′ 31″ est | 14988               | (nl) Landhuis, heden herberg                                                                  |
| (nl) Postgebouw, hoekgebouw neorenaissance 1902                                               |                       |                                  | Sint-Niklaas      | Grote Markt 44               | 51° 09′ 50″ nord, 4° 08′ 31″ est | 14989               | (nl) Postgebouw, hoekgebouw neorenaissance 1902                                               |
| (nl) Ciperage, gevangenisgebouw, renaissancestijl                                             | Oui                   |                                  | Sint-Niklaas      | Grote Markt 45               | 51° 09′ 51″ nord, 4° 08′ 30″ est | 14990               | (nl) Ciperage, gevangenisgebouw, renaissancestijl                                             |
| (nl) Prochiehuis, barokstijl 1663-1664, Jan Laureys                                           | Oui                   |                                  | Sint-Niklaas      | Grote Markt 46               | 51° 09′ 51″ nord, 4° 08′ 30″ est | 14991               | (nl) Prochiehuis, barokstijl 1663-1664, Jan Laureys                                           |
| (nl) Decanale kerk van Sint-Nikolaas, gotische kruisbasiliek                                  | Oui                   |                                  | Sint-Niklaas      | Grote Markt 48               | 51° 09′ 52″ nord, 4° 08′ 32″ est | 14992               | (nl) Decanale kerk van Sint-Nikolaas, gotische kruisbasiliek                                  |
| (nl) Rijhuis XIX                                                                              |                       |                                  | Sint-Niklaas      | Grote Peperstraat 1          | 51° 09′ 47″ nord, 4° 08′ 33″ est | 14996               | Téléverser                                                                                    |
| (nl) Rijhuizen                                                                                |                       |                                  | Sint-Niklaas      | Grote Peperstraat 6          | 51° 09′ 48″ nord, 4° 08′ 33″ est | 14997               | Téléverser                                                                                    |
| (nl) Rijhuizen                                                                                |                       |                                  | Sint-Niklaas      | Grote Peperstraat 8          | 51° 09′ 48″ nord, 4° 08′ 33″ est | 14997               | Téléverser                                                                                    |
| (nl) Rijhuizen                                                                                |                       |                                  | Sint-Niklaas      | Grote Peperstraat 14         | 51° 09′ 48″ nord, 4° 08′ 35″ est | 14998               | Téléverser                                                                                    |
| (nl) Rijhuizen                                                                                |                       |                                  | Sint-Niklaas      | Grote Peperstraat 16         | 51° 09′ 48″ nord, 4° 08′ 35″ est | 14998               | Téléverser                                                                                    |
| (nl) Rijhuizen                                                                                |                       |                                  | Sint-Niklaas      | Grote Peperstraat 18         | 51° 09′ 48″ nord, 4° 08′ 35″ est | 14998               | Téléverser                                                                                    |
| (nl) Rijhuizen                                                                                |                       |                                  | Sint-Niklaas      | Grote Peperstraat 20         | 51° 09′ 48″ nord, 4° 08′ 35″ est | 14998               | Téléverser                                                                                    |
| (nl) Rijhuizen                                                                                |                       |                                  | Sint-Niklaas      | Grote Peperstraat 22         | 51° 09′ 48″ nord, 4° 08′ 35″ est | 14998               | Téléverser                                                                                    |
| (nl) Burgerhuis                                                                               |                       |                                  | Sint-Niklaas      | Grote Peperstraat 13         | 51° 09′ 47″ nord, 4° 08′ 35″ est | 14999               | Téléverser                                                                                    |
| (nl) Burgerhuis                                                                               |                       |                                  | Sint-Niklaas      | Grote Peperstraat 32         | 51° 09′ 48″ nord, 4° 08′ 36″ est | 15000               | Téléverser                                                                                    |
| (nl) Gevelwand rijhuizen                                                                      |                       |                                  | Sint-Niklaas      | Grote Peperstraat 41         | 51° 09′ 47″ nord, 4° 08′ 41″ est | 15001               | Téléverser                                                                                    |
| (nl) Gevelwand rijhuizen                                                                      |                       |                                  | Sint-Niklaas      | Grote Peperstraat 43         | 51° 09′ 47″ nord, 4° 08′ 41″ est | 15001               | Téléverser                                                                                    |
| (nl) Gevelwand rijhuizen                                                                      |                       |                                  | Sint-Niklaas      | Grote Peperstraat 45         | 51° 09′ 47″ nord, 4° 08′ 41″ est | 15001               | Téléverser                                                                                    |
| (nl) Huis                                                                                     |                       |                                  | Sint-Niklaas      | Grote Peperstraat 51         | 51° 09′ 48″ nord, 4° 08′ 40″ est | 15002               | Téléverser                                                                                    |
| (nl) Rijhuizen 1935 en 1939 R. Hebb                                                           |                       |                                  | Sint-Niklaas      | Guido Gezellelaan 39         | 51° 09′ 59″ nord, 4° 07′ 43″ est | 15003               | Téléverser                                                                                    |
| (nl) Rijhuizen 1935 en 1939 R. Hebb                                                           |                       |                                  | Sint-Niklaas      | Guido Gezellelaan 40         | 51° 09′ 59″ nord, 4° 07′ 43″ est | 15003               | Téléverser                                                                                    |
| (nl) Hoekhuis 1933 J. Van Coillie                                                             |                       |                                  | Sint-Niklaas      | Guido Gezellelaan 49         | 51° 09′ 58″ nord, 4° 07′ 40″ est | 15004               | Téléverser                                                                                    |
| (nl) Herenhuis Art Nouveaustijl, apotheek                                                     |                       |                                  | Sint-Niklaas      | Sacramentsstraat 2           | 51° 09′ 53″ nord, 4° 08′ 34″ est | 15006               | Téléverser                                                                                    |
| (nl) Parochiekerk Christus-Koning                                                             | Oui                   |                                  | Sint-Niklaas      | Heistraat                    | 51° 10′ 35″ nord, 4° 08′ 21″ est | 15007               | (nl) Parochiekerk Christus-Koning                                                             |
| (nl) Externat Présentation Notre-Dame, school                                                 |                       |                                  | Sint-Niklaas      | Hofstraat 8                  | 51° 09′ 59″ nord, 4° 08′ 12″ est | 15008               | Téléverser                                                                                    |
| (nl) Kapel Heilige Amelberga, 1870, neogotische stijl                                         |                       |                                  | Sint-Niklaas      | Hoge Heerweg                 | 51° 08′ 49″ nord, 4° 10′ 42″ est | 15009               | Téléverser                                                                                    |
| (nl) Meisjesschool Sint-Carolus, neoclassicisme                                               |                       |                                  | Sint-Niklaas      | Hospitaalstraat 2            | 51° 09′ 45″ nord, 4° 08′ 59″ est | 15010               | Téléverser                                                                                    |
| (nl) Moelandkasteel, thans Sint-Antoonklooster-rusthuis                                       | Oui                   |                                  | Sint-Niklaas      | Hospitaalstraat 19           | 51° 09′ 43″ nord, 4° 09′ 00″ est | 15013               | Téléverser                                                                                    |
| (nl) Woonhuis neo-Vlaamse renaissancestijl 1890                                               |                       |                                  | Sint-Niklaas      | Houten Schoen 17             | 51° 09′ 06″ nord, 4° 10′ 14″ est | 15014               | Téléverser                                                                                    |
| (nl) Kapel ter ere van Onze-Lieve-Vrouw van Lourdes, neogotisch                               |                       |                                  | Sint-Niklaas      | Houten Schoen                | 51° 09′ 07″ nord, 4° 10′ 12″ est | 15015               | Téléverser                                                                                    |
| (nl) Dubbelhuis                                                                               |                       |                                  | Sint-Niklaas      | Houten Schoen 83             | 51° 08′ 49″ nord, 4° 10′ 38″ est | 15016               | Téléverser                                                                                    |
| (nl) Villa Nieuwe Zakelijkheid ca. 1930                                                       |                       |                                  | Sint-Niklaas      | Houten Schoen 96             | 51° 08′ 58″ nord, 4° 10′ 33″ est | 15017               | Téléverser                                                                                    |
| (nl) Burgerhuis                                                                               |                       |                                  | Sint-Niklaas      | Kalkstraat 5                 | 51° 09′ 53″ nord, 4° 08′ 37″ est | 15018               | Téléverser                                                                                    |
| (nl) Winkelhuis 1927 M. Neerman                                                               |                       |                                  | Sint-Niklaas      | Kalkstraat 9                 | 51° 09′ 53″ nord, 4° 08′ 37″ est | 15019               | Téléverser                                                                                    |
| (nl) Herenhuis                                                                                |                       |                                  | Sint-Niklaas      | Kalkstraat 11                | 51° 09′ 52″ nord, 4° 08′ 37″ est | 15020               | Téléverser                                                                                    |
| (nl) Burgerhuis art nouveaustijl 1911                                                         |                       |                                  | Sint-Niklaas      | Kalkstraat 18                | 51° 09′ 54″ nord, 4° 08′ 39″ est | 15021               | Téléverser                                                                                    |
| (nl) Enkelhuis met lijstgevel 1926 naar ontwerp van H. De Boom                                |                       |                                  | Sint-Niklaas      | Kalkstraat 15                | 51° 09′ 53″ nord, 4° 08′ 38″ est | 15022               | Téléverser                                                                                    |
| (nl) Herenhuis neo-Vlaamse renaissancestijl 1895                                              |                       |                                  | Sint-Niklaas      | Kalkstraat 17                | 51° 09′ 52″ nord, 4° 08′ 38″ est | 15023               | Téléverser                                                                                    |
| (nl) Burgerhuis Nieuwe Zakelijkheid 1931 naar ontwerp van M. Neerman                          |                       |                                  | Sint-Niklaas      | Kalkstraat 23                | 51° 09′ 52″ nord, 4° 08′ 40″ est | 15025               | Téléverser                                                                                    |
| (nl) Rijhuis                                                                                  |                       |                                  | Sint-Niklaas      | Kalkstraat 41                | 51° 09′ 50″ nord, 4° 08′ 44″ est | 15028               | Téléverser                                                                                    |
| (nl) Klein Spinhuis, heden Home Avondvrede + neo-romaanse kapel                               |                       |                                  | Sint-Niklaas      | Kalkstraat 46                | 51° 09′ 53″ nord, 4° 08′ 50″ est | 15030               | Téléverser                                                                                    |
| (nl) Rijhuis 1933 K. Van Havermaet                                                            |                       |                                  | Sint-Niklaas      | Kalkstraat 62                | 51° 09′ 49″ nord, 4° 08′ 53″ est | 15031               | Téléverser                                                                                    |
| (nl) Rijhuizen                                                                                |                       |                                  | Sint-Niklaas      | Kalkstraat 97                | 51° 09′ 47″ nord, 4° 08′ 53″ est | 15034               | Téléverser                                                                                    |
| (nl) Rijhuizen                                                                                |                       |                                  | Sint-Niklaas      | Kalkstraat 99                | 51° 09′ 47″ nord, 4° 08′ 53″ est | 15034               | Téléverser                                                                                    |
| (nl) Burgerhuis                                                                               |                       |                                  | Sint-Niklaas      | Kasteelstraat 4              | 51° 09′ 55″ nord, 4° 08′ 06″ est | 15036               | Téléverser                                                                                    |
| (nl) Bisschoppelijke Normaalschool Sint-Franciscus                                            |                       |                                  | Sint-Niklaas      | Kasteelstraat 8              | 51° 09′ 55″ nord, 4° 08′ 01″ est | 15037               | Téléverser                                                                                    |
| (nl) Burgerhuis XIX                                                                           |                       |                                  | Sint-Niklaas      | Kasteelstraat 12             | 51° 09′ 58″ nord, 4° 08′ 01″ est | 15038               | Téléverser                                                                                    |
| (nl) Burgerhuis XIX                                                                           |                       |                                  | Sint-Niklaas      | Kasteelstraat 14             | 51° 09′ 58″ nord, 4° 08′ 01″ est | 15038               | Téléverser                                                                                    |
| (nl) Enkelhuis                                                                                |                       |                                  | Sint-Niklaas      | Kasteelstraat 16             | 51° 09′ 58″ nord, 4° 08′ 01″ est | 15039               | Téléverser                                                                                    |
| (nl) Herenhuis                                                                                |                       |                                  | Sint-Niklaas      | Kasteelstraat 18             | 51° 09′ 58″ nord, 4° 08′ 00″ est | 15040               | Téléverser                                                                                    |
| (nl) Enkelhuis                                                                                |                       |                                  | Sint-Niklaas      | Kasteelstraat 20             | 51° 09′ 58″ nord, 4° 08′ 00″ est | 15041               | Téléverser                                                                                    |
| (nl) Lijstgevel                                                                               |                       |                                  | Sint-Niklaas      | Kasteelstraat 40             | 51° 09′ 59″ nord, 4° 07′ 57″ est | 15042               | Téléverser                                                                                    |
| (nl) Heilig Hartkapel neoromaanse stijl 1875                                                  | Oui                   |                                  | Sint-Niklaas      | Kleibeekstraat               | 51° 10′ 30″ nord, 4° 07′ 15″ est | 15043               | (nl) Heilig Hartkapel neoromaanse stijl 1875                                                  |
| (nl) Hoeve 1663                                                                               | Oui                   |                                  | Sint-Niklaas      | Kleibeekstraat 136           | 51° 10′ 28″ nord, 4° 07′ 12″ est | 15044               | Téléverser                                                                                    |
| (nl) Steegbeluikje met arbeidershuisjes                                                       |                       |                                  | Sint-Niklaas      | Klein-Hulststraat 126        | 51° 10′ 03″ nord, 4° 09′ 07″ est | 15047               | Téléverser                                                                                    |
| (nl) Steegbeluikje met arbeidershuisjes                                                       |                       |                                  | Sint-Niklaas      | Klein-Hulststraat 128        | 51° 10′ 03″ nord, 4° 09′ 07″ est | 15047               | Téléverser                                                                                    |
| (nl) Steegbeluikje met arbeidershuisjes                                                       |                       |                                  | Sint-Niklaas      | Klein-Hulststraat 130        | 51° 10′ 03″ nord, 4° 09′ 07″ est | 15047               | Téléverser                                                                                    |
| (nl) Steegbeluikje met arbeidershuisjes                                                       |                       |                                  | Sint-Niklaas      | Klein-Hulststraat 132        | 51° 10′ 03″ nord, 4° 09′ 07″ est | 15047               | Téléverser                                                                                    |
| (nl) Enkelhuis Fr. Schelfaut-Heirman                                                          |                       |                                  | Sint-Niklaas      | Knaptandstraat 44            | 51° 09′ 36″ nord, 4° 08′ 38″ est | 15050               | Téléverser                                                                                    |
| (nl) Dubbelhuis art decostijl naar ontwerp van K. Van Havermaet                               |                       |                                  | Sint-Niklaas      | Knaptandstraat 103           | 51° 09′ 31″ nord, 4° 08′ 39″ est | 15052               | Téléverser                                                                                    |
| (nl) Kapelletje ter ere van Sint-Antonius 1879                                                |                       |                                  | Sint-Niklaas      | Knaptandstraat               | 51° 09′ 25″ nord, 4° 08′ 48″ est | 15054               | Téléverser                                                                                    |
| (nl) XVIII herenhuis met poortgebouw                                                          |                       |                                  | Sint-Niklaas      | Kokkelbeekstraat 6           | 51° 09′ 44″ nord, 4° 08′ 33″ est | 15055               | Téléverser                                                                                    |
| (nl) Dubbelhuis ca. 1900                                                                      |                       |                                  | Sint-Niklaas      | Kokkelbeekstraat 40          | 51° 09′ 42″ nord, 4° 08′ 33″ est | 15056               | Téléverser                                                                                    |
| (nl) Burgerhuizen                                                                             | Oui                   |                                  | Sint-Niklaas      | Collegestraat 12             | 51° 09′ 59″ nord, 4° 08′ 21″ est | 15058               | Téléverser                                                                                    |
| (nl) Burgerhuizen                                                                             | Oui                   |                                  | Sint-Niklaas      | Collegestraat 14             | 51° 09′ 59″ nord, 4° 08′ 21″ est | 15058               | Téléverser                                                                                    |
| (nl) Burgerhuizen                                                                             | Oui                   |                                  | Sint-Niklaas      | Collegestraat 16             | 51° 09′ 59″ nord, 4° 08′ 21″ est | 15058               | Téléverser                                                                                    |
| (nl) Burgerhuizen                                                                             | Oui                   |                                  | Sint-Niklaas      | Collegestraat 18             | 51° 09′ 59″ nord, 4° 08′ 21″ est | 15058               | Téléverser                                                                                    |
| (nl) Burgerhuizen                                                                             | Oui                   |                                  | Sint-Niklaas      | Collegestraat 30             | 51° 09′ 59″ nord, 4° 08′ 21″ est | 15058               | Téléverser                                                                                    |
| (nl) Burgerhuizen                                                                             | Oui                   |                                  | Sint-Niklaas      | Collegestraat 32             | 51° 09′ 59″ nord, 4° 08′ 21″ est | 15058               | Téléverser                                                                                    |
| (nl) Burgerhuizen                                                                             | Oui                   |                                  | Sint-Niklaas      | Collegestraat 34             | 51° 09′ 59″ nord, 4° 08′ 21″ est | 15058               | Téléverser                                                                                    |
| (nl) Burgerhuizen                                                                             | Oui                   |                                  | Sint-Niklaas      | Collegestraat 36             | 51° 09′ 59″ nord, 4° 08′ 21″ est | 15058               | Téléverser                                                                                    |
| (nl) Burgerhuizen                                                                             | Oui                   |                                  | Sint-Niklaas      | Collegestraat 38             | 51° 09′ 59″ nord, 4° 08′ 21″ est | 15058               | Téléverser                                                                                    |
| (nl) Rijhuizen art nouveau getinte stijl 1905                                                 | Oui                   |                                  | Sint-Niklaas      | Collegestraat 17             | 51° 09′ 58″ nord, 4° 08′ 25″ est | 15059               | Téléverser                                                                                    |
| (nl) Rijhuizen art nouveau getinte stijl 1905                                                 | Oui                   |                                  | Sint-Niklaas      | Collegestraat 19             | 51° 09′ 58″ nord, 4° 08′ 25″ est | 15059               | Téléverser                                                                                    |
| (nl) Rijhuizen art nouveau getinte stijl 1905                                                 | Oui                   |                                  | Sint-Niklaas      | Collegestraat 21             | 51° 09′ 58″ nord, 4° 08′ 25″ est | 15059               | Téléverser                                                                                    |
| (nl) Rijhuizen art nouveau getinte stijl 1905                                                 | Oui                   |                                  | Sint-Niklaas      | Collegestraat 23             | 51° 09′ 58″ nord, 4° 08′ 25″ est | 15059               | Téléverser                                                                                    |
| (nl) Rijhuizen art nouveau getinte stijl 1905                                                 | Oui                   |                                  | Sint-Niklaas      | Collegestraat 25             | 51° 09′ 58″ nord, 4° 08′ 25″ est | 15059               | Téléverser                                                                                    |
| (nl) Jongensschool Sint-Jozef-Klein-Seminarie of College                                      | Oui                   |                                  | Sint-Niklaas      | Collegestraat 29             | 51° 10′ 02″ nord, 4° 08′ 26″ est | 15060               | (nl) Jongensschool Sint-Jozef-Klein-Seminarie of College                                      |
| (nl) Jongensschool Sint-Jozef-Klein-Seminarie of College                                      | Oui                   |                                  | Sint-Niklaas      | Collegestraat 31             | 51° 10′ 02″ nord, 4° 08′ 26″ est | 15060               | Téléverser                                                                                    |
| (nl) Breedhuis 1932 naar ontwerp van A. Waterschoot                                           |                       |                                  | Sint-Niklaas      | Koningin Elisabethlaan 10    | 51° 10′ 20″ nord, 4° 09′ 05″ est | 15062               | Téléverser                                                                                    |
| (nl) Enkelhuis Art Decostijl 1932 naar ontwerp van R. Waterschoot                             |                       |                                  | Sint-Niklaas      | Koningin Elisabethlaan 12    | 51° 10′ 19″ nord, 4° 09′ 05″ est | 15063               | Téléverser                                                                                    |
| (nl) Dubbelhuis Art Decostijl 1931naar ontwerp van R. Waterschoot                             |                       |                                  | Sint-Niklaas      | Koningin Elisabethlaan 22    | 51° 10′ 19″ nord, 4° 09′ 06″ est | 15064               | Téléverser                                                                                    |
| (nl) Huizen Art Decostijl 1932 naar ontwerp van R. Waterschoot                                |                       |                                  | Sint-Niklaas      | Koningin Elisabethlaan 26    | 51° 10′ 19″ nord, 4° 09′ 07″ est | 15065               | Téléverser                                                                                    |
| (nl) Huizen Art Decostijl 1932 naar ontwerp van R. Waterschoot                                |                       |                                  | Sint-Niklaas      | Koningin Elisabethlaan 28    | 51° 10′ 19″ nord, 4° 09′ 07″ est | 15065               | Téléverser                                                                                    |
| (nl) Huizen Art Decostijl 1932 naar ontwerp van R. Waterschoot                                |                       |                                  | Sint-Niklaas      | Koningin Elisabethlaan 30    | 51° 10′ 19″ nord, 4° 09′ 07″ est | 15065               | Téléverser                                                                                    |
| (nl) Huizen Art Decostijl 1932 naar ontwerp van R. Waterschoot                                |                       |                                  | Sint-Niklaas      | Koningin Elisabethlaan 32    | 51° 10′ 19″ nord, 4° 09′ 07″ est | 15065               | Téléverser                                                                                    |
| (nl) Enkelhuis Art Decostijl 1931 naar ontwerp van H. De Boom                                 |                       |                                  | Sint-Niklaas      | Koningin Elisabethlaan 33    | 51° 10′ 17″ nord, 4° 09′ 06″ est | 15066               | Téléverser                                                                                    |
| (nl) Enkelhuis Art Deostijl 1928 naar ontwerp van M. Neerman                                  |                       |                                  | Sint-Niklaas      | Koningin Elisabethlaan 86    | 51° 10′ 14″ nord, 4° 09′ 21″ est | 15067               | Téléverser                                                                                    |
| (nl) Enkelhuis Art Decostijl 1931 naar ontwerp van R. Waterschoot                             |                       |                                  | Sint-Niklaas      | Koningin Elisabethlaan 101   | 51° 10′ 12″ nord, 4° 09′ 20″ est | 15068               | Téléverser                                                                                    |
| (nl) Textielfabriek N.V. Edmond Meert ca. 1885                                                |                       |                                  | Sint-Niklaas      | Lamstraat 113                | 51° 09′ 51″ nord, 4° 09′ 17″ est | 15070               | Téléverser                                                                                    |
| (nl) Textielfabriek A. Cockelbergh S.A. Bonneterie N.V.                                       |                       |                                  | Sint-Niklaas      | Lodewijk De Meesterstraat 30 | 51° 09′ 48″ nord, 4° 08′ 59″ est | 15077               | Téléverser                                                                                    |
| (nl) Rijhuis in eclectische stijl                                                             |                       |                                  | Sint-Niklaas      | Mercatorstraat 3             | 51° 10′ 13″ nord, 4° 08′ 37″ est | 15078               | Téléverser                                                                                    |
| (nl) Eclectische huizen 1878 naar ontwerp van P. Van Kerkhove                                 |                       |                                  | Sint-Niklaas      | Mercatorstraat 6             | 51° 10′ 14″ nord, 4° 08′ 38″ est | 15079               | Téléverser                                                                                    |
| (nl) Herenhuis neoclassicisme                                                                 |                       |                                  | Sint-Niklaas      | Mercatorstraat 16            | 51° 10′ 14″ nord, 4° 08′ 40″ est | 15080               | Téléverser                                                                                    |
| (nl) Dubbelhuis                                                                               |                       |                                  | Sint-Niklaas      | Mercatorstraat 15            | 51° 10′ 12″ nord, 4° 08′ 40″ est | 15081               | Téléverser                                                                                    |
| (nl) Eclectisch rijhuis Pieter De Coninck                                                     |                       |                                  | Sint-Niklaas      | Mercatorstraat 28            | 51° 10′ 14″ nord, 4° 08′ 42″ est | 15084               | Téléverser                                                                                    |
| (nl) Burgerhuis                                                                               |                       |                                  | Sint-Niklaas      | Mercatorstraat 55            | 51° 10′ 10″ nord, 4° 08′ 47″ est | 15086               | Téléverser                                                                                    |
| (nl) Arbeidershuisjes                                                                         |                       |                                  | Sint-Niklaas      | Moleken 38                   | 51° 09′ 31″ nord, 4° 07′ 50″ est | 15088               | Téléverser                                                                                    |
| (nl) Arbeidershuisjes                                                                         |                       |                                  | Sint-Niklaas      | Moleken 40                   | 51° 09′ 31″ nord, 4° 07′ 50″ est | 15088               | Téléverser                                                                                    |
| (nl) Arbeidershuisjes                                                                         |                       |                                  | Sint-Niklaas      | Moleken 42                   | 51° 09′ 31″ nord, 4° 07′ 50″ est | 15088               | Téléverser                                                                                    |
| (nl) Rijhuis 1931                                                                             | Oui                   |                                  | Sint-Niklaas      | Mgr. Stillemansstraat 24     | 51° 09′ 40″ nord, 4° 08′ 28″ est | 15089               | Téléverser                                                                                    |
| (nl) Breedhuis 1932 naar ontwerp van A. Waterschoot                                           | Oui                   |                                  | Sint-Niklaas      | Mgr. Stillemansstraat 15     | 51° 09′ 41″ nord, 4° 08′ 27″ est | 15090               | Téléverser                                                                                    |
| (nl) Enkelhuis 1932 naar ontwerp van A. Waterschoot                                           | Oui                   |                                  | Sint-Niklaas      | Mgr. Stillemansstraat 26     | 51° 09′ 40″ nord, 4° 08′ 28″ est | 15091               | Téléverser                                                                                    |
| (nl) Enkelhuis 1931 naar ontwerp van A. Waterschoot                                           | Oui                   |                                  | Sint-Niklaas      | Mgr. Stillemansstraat 32     | 51° 09′ 39″ nord, 4° 08′ 28″ est | 15092               | Téléverser                                                                                    |
| (nl) Enkelhuis 1930 naar ontwerp van A. Waterschoot                                           | Oui                   |                                  | Sint-Niklaas      | Mgr. Stillemansstraat 38     | 51° 09′ 39″ nord, 4° 08′ 26″ est | 15093               | Téléverser                                                                                    |
| (nl) Enkelhuis 1932 naar ontwerp van A. Waterschoot                                           | Oui                   |                                  | Sint-Niklaas      | Mgr. Stillemansstraat 33     | 51° 09′ 41″ nord, 4° 08′ 25″ est | 15094               | Téléverser                                                                                    |
| (nl) Rijhuis 1933 naar ontwerp van J. Van Coillie                                             | Oui                   |                                  | Sint-Niklaas      | Mgr. Stillemansstraat 41     | 51° 09′ 40″ nord, 4° 08′ 24″ est | 15095               | Téléverser                                                                                    |
| (nl) Burgerhuizen met lijstgevels uit XIX en winkelpuien                                      |                       |                                  | Sint-Niklaas      | Nieuwstraat 15               | 51° 09′ 49″ nord, 4° 08′ 22″ est | 15096               | Téléverser                                                                                    |
| (nl) Burgerhuizen met lijstgevels uit XIX en winkelpuien                                      |                       |                                  | Sint-Niklaas      | Nieuwstraat 2                | 51° 09′ 49″ nord, 4° 08′ 22″ est | 15096               | Téléverser                                                                                    |
| (nl) Burgerhuizen met lijstgevels uit XIX en winkelpuien                                      |                       |                                  | Sint-Niklaas      | Nieuwstraat 25               | 51° 09′ 49″ nord, 4° 08′ 22″ est | 15096               | Téléverser                                                                                    |
| (nl) Burgerhuizen met lijstgevels uit XIX en winkelpuien                                      |                       |                                  | Sint-Niklaas      | Nieuwstraat 27               | 51° 09′ 49″ nord, 4° 08′ 22″ est | 15096               | Téléverser                                                                                    |
| (nl) Burgerhuizen met lijstgevels uit XIX en winkelpuien                                      |                       |                                  | Sint-Niklaas      | Nieuwstraat 29               | 51° 09′ 49″ nord, 4° 08′ 22″ est | 15096               | Téléverser                                                                                    |
| (nl) Burgerhuizen met lijstgevels uit XIX en winkelpuien                                      |                       |                                  | Sint-Niklaas      | Nieuwstraat 3                | 51° 09′ 49″ nord, 4° 08′ 22″ est | 15096               | Téléverser                                                                                    |
| (nl) Burgerhuizen met lijstgevels uit XIX en winkelpuien                                      |                       |                                  | Sint-Niklaas      | Nieuwstraat 36               | 51° 09′ 49″ nord, 4° 08′ 22″ est | 15096               | Téléverser                                                                                    |
| (nl) Burgerhuizen met lijstgevels uit XIX en winkelpuien                                      |                       |                                  | Sint-Niklaas      | Nieuwstraat 37               | 51° 09′ 49″ nord, 4° 08′ 22″ est | 15096               | Téléverser                                                                                    |
| (nl) Burgerhuizen met lijstgevels uit XIX en winkelpuien                                      |                       |                                  | Sint-Niklaas      | Nieuwstraat 38               | 51° 09′ 49″ nord, 4° 08′ 22″ est | 15096               | Téléverser                                                                                    |
| (nl) Burgerhuizen met lijstgevels uit XIX en winkelpuien                                      |                       |                                  | Sint-Niklaas      | Nieuwstraat 4                | 51° 09′ 49″ nord, 4° 08′ 22″ est | 15096               | Téléverser                                                                                    |
| (nl) Burgerhuizen met lijstgevels uit XIX en winkelpuien                                      |                       |                                  | Sint-Niklaas      | Nieuwstraat 5                | 51° 09′ 49″ nord, 4° 08′ 22″ est | 15096               | Téléverser                                                                                    |
| (nl) Burgerhuizen met lijstgevels uit XIX en winkelpuien                                      |                       |                                  | Sint-Niklaas      | Nieuwstraat 6                | 51° 09′ 49″ nord, 4° 08′ 22″ est | 15096               | Téléverser                                                                                    |
| (nl) Burgerhuizen met lijstgevels uit XIX en winkelpuien                                      |                       |                                  | Sint-Niklaas      | Nieuwstraat 8                | 51° 09′ 49″ nord, 4° 08′ 22″ est | 15096               | Téléverser                                                                                    |
| (nl) Burgerhuis met winkelpui                                                                 |                       |                                  | Sint-Niklaas      | Nieuwstraat 21               | 51° 09′ 48″ nord, 4° 08′ 18″ est | 15098               | Téléverser                                                                                    |
| (nl) Burgerhuis met winkelpui                                                                 |                       |                                  | Sint-Niklaas      | Nieuwstraat 23               | 51° 09′ 48″ nord, 4° 08′ 18″ est | 15098               | Téléverser                                                                                    |
| (nl) Dubbelhuis met winkelpui                                                                 | Oui                   |                                  | Sint-Niklaas      | Nieuwstraat 28               | 51° 09′ 47″ nord, 4° 08′ 17″ est | 15099               | Téléverser                                                                                    |
| (nl) Dubbelhuis met lijstgevel en winkelpui                                                   |                       |                                  | Sint-Niklaas      | Nieuwstraat 39               | 51° 09′ 47″ nord, 4° 08′ 17″ est | 15100               | Téléverser                                                                                    |
| (nl) Dubbelhuis met lijstgevel en winkelpui                                                   |                       |                                  | Sint-Niklaas      | Nieuwstraat 41               | 51° 09′ 47″ nord, 4° 08′ 17″ est | 15100               | Téléverser                                                                                    |
| (nl) Enkelhuis Art Decostijl, 1929, naar ontwerp van F. Staes                                 |                       |                                  | Sint-Niklaas      | Nieuwstraat 46               | 51° 09′ 45″ nord, 4° 08′ 16″ est | 15101               | Téléverser                                                                                    |
| (nl) Enkelhuizen                                                                              |                       |                                  | Sint-Niklaas      | Nieuwstraat 52               | 51° 09′ 44″ nord, 4° 08′ 15″ est | 15102               | Téléverser                                                                                    |
| (nl) Dubbelhuis                                                                               |                       |                                  | Sint-Niklaas      | Nieuwstraat 57               | 51° 09′ 46″ nord, 4° 08′ 14″ est | 15103               | Téléverser                                                                                    |
| (nl) Dubbelhuis 1906                                                                          |                       |                                  | Sint-Niklaas      | Nieuwstraat 74               | 51° 09′ 43″ nord, 4° 08′ 12″ est | 15105               | Téléverser                                                                                    |
| (nl) Klooster der Broeders van de Heilige Hiëronymus Emiliani                                 |                       |                                  | Sint-Niklaas      | Nieuwstraat 91               | 51° 09′ 45″ nord, 4° 08′ 10″ est | 15106               | Téléverser                                                                                    |
| (nl) Brouwerij Den Dubbelen Arend 1885                                                        |                       |                                  | Sint-Niklaas      | Nieuwstraat 120              | 51° 09′ 41″ nord, 4° 08′ 07″ est | 15107               | (nl) Brouwerij Den Dubbelen Arend 1885                                                        |
| (nl) Enkelhuis Art Decostijl 1925 naar ontwerp van H. De Boom                                 |                       |                                  | Sint-Niklaas      | Nijverheidsstraat 12         | 51° 10′ 07″ nord, 4° 08′ 03″ est | 15108               | Téléverser                                                                                    |
| (nl) Enkelhuis 1927 naar ontwerp van H. De Boom                                               |                       |                                  | Sint-Niklaas      | Nijverheidsstraat 14         | 51° 10′ 07″ nord, 4° 08′ 04″ est | 15109               | Téléverser                                                                                    |
| (nl) Enkelhuis 1928 naar ontwerp van H. De Boom                                               |                       |                                  | Sint-Niklaas      | Nijverheidsstraat 28         | 51° 10′ 08″ nord, 4° 08′ 04″ est | 15110               | Téléverser                                                                                    |
| (nl) Woonhuis Nieuwe Zakelijkheid 1927 naar ontwerp van architect J. Alb. De Bond             | Oui                   |                                  | Sint-Niklaas      | Nijverheidsstraat 50         |                                  | 15112               | Téléverser                                                                                    |
| (nl) Parochiekerk Onze-Lieve-Vrouw Bijstand der Christenen                                    | Oui                   |                                  | Sint-Niklaas      | Onze-Lieve-Vrouwplein 33     | 51° 09′ 55″ nord, 4° 08′ 17″ est | 15113               | (nl) Parochiekerk Onze-Lieve-Vrouw Bijstand der Christenen                                    |
| (nl) Herenhuis met katoenfabriek                                                              |                       |                                  | Sint-Niklaas      | Onze-Lieve-Vrouwplein 5      | 51° 09′ 58″ nord, 4° 08′ 20″ est | 15114               | Téléverser                                                                                    |
| (nl) Winkelhuis                                                                               |                       |                                  | Sint-Niklaas      | Onze-Lieve-Vrouwstraat 22    | 51° 09′ 53″ nord, 4° 08′ 15″ est | 15117               | Téléverser                                                                                    |
| (nl) Dubbelhuis                                                                               |                       |                                  | Sint-Niklaas      | Onze-Lieve-Vrouwplein 24     | 51° 09′ 56″ nord, 4° 08′ 11″ est | 15118               | Téléverser                                                                                    |
| (nl) Dubbelhuis                                                                               |                       |                                  | Sint-Niklaas      | Onze-Lieve-Vrouwplein 25     | 51° 09′ 56″ nord, 4° 08′ 11″ est | 15118               | Téléverser                                                                                    |
| (nl) Rijhuis XIX                                                                              |                       |                                  | Sint-Niklaas      | Onze-Lieve-Vrouwplein 26     | 51° 09′ 55″ nord, 4° 08′ 11″ est | 15119               | Téléverser                                                                                    |
| (nl) Winkelhuis                                                                               |                       |                                  | Sint-Niklaas      | Onze-Lieve-Vrouwplein 27     | 51° 09′ 55″ nord, 4° 08′ 12″ est | 15120               | Téléverser                                                                                    |
| (nl) Herenhuis                                                                                |                       |                                  | Sint-Niklaas      | Onze-Lieve-Vrouwplein 30     | 51° 09′ 55″ nord, 4° 08′ 12″ est | 15121               | Téléverser                                                                                    |
| (nl) Herenhuisnaar ontwerp van E. Serrure                                                     |                       |                                  | Sint-Niklaas      | Onze-Lieve-Vrouwstraat 22    | 51° 09′ 53″ nord, 4° 08′ 15″ est | 15122               | Téléverser                                                                                    |
| (nl) Neoclassicistisch enkelhuis XIX                                                          |                       |                                  | Sint-Niklaas      | Onze-Lieve-Vrouwstraat 24    | 51° 09′ 53″ nord, 4° 08′ 14″ est | 15123               | Téléverser                                                                                    |
| (nl) Neogotisch gebouw 1881 Bank van Waes naar ontwerp van P. Van Kerkhove                    |                       |                                  | Sint-Niklaas      | Onze-Lieve-Vrouwplein 32     | 51° 09′ 55″ nord, 4° 06′ 00″ est | 15124               | Téléverser                                                                                    |
| (nl) Paddeschoothof, herenwoning                                                              |                       |                                  | Sint-Niklaas      | Paddeschootdreef 132         | 51° 09′ 59″ nord, 4° 07′ 27″ est | 15125               | Téléverser                                                                                    |
| (nl) Rijhuis                                                                                  |                       |                                  | Sint-Niklaas      | Parkstraat 1                 | 51° 09′ 55″ nord, 4° 08′ 23″ est | 15127               | Téléverser                                                                                    |
| (nl) Burgerhuis                                                                               |                       |                                  | Sint-Niklaas      | Parkstraat 10                | 51° 09′ 55″ nord, 4° 08′ 21″ est | 15128               | Téléverser                                                                                    |
| (nl) Burgerhuis                                                                               |                       |                                  | Sint-Niklaas      | Plezantstraat 6              | 51° 09′ 57″ nord, 4° 08′ 09″ est | 15134               | Téléverser                                                                                    |
| (nl) Herenhuis 1885                                                                           |                       |                                  | Sint-Niklaas      | Plezantstraat 8              | 51° 09′ 57″ nord, 4° 08′ 08″ est | 15135               | Téléverser                                                                                    |
| (nl) Burgerhuis 1880                                                                          |                       |                                  | Sint-Niklaas      | Plezantstraat 16             | 51° 09′ 58″ nord, 4° 08′ 07″ est | 15136               | Téléverser                                                                                    |
| (nl) Meisjesschool Onze-Lieve-Vrouw Presentatie 1830                                          |                       |                                  | Sint-Niklaas      | Plezantstraat 135            | 51° 09′ 59″ nord, 4° 08′ 11″ est | 15137               | Téléverser                                                                                    |
| (nl) Gebouw 1867 naar ontwerp van J. De Somme                                                 |                       |                                  | Sint-Niklaas      | Plezantstraat 56             | 51° 10′ 00″ nord, 4° 08′ 01″ est | 15141               | Téléverser                                                                                    |
| (nl) Gebouw 1867 naar ontwerp van J. De Somme                                                 |                       |                                  | Sint-Niklaas      | Plezantstraat 58             | 51° 10′ 00″ nord, 4° 08′ 01″ est | 15141               | Téléverser                                                                                    |
| (nl) Woningen Art Deco ca. 1935                                                               |                       |                                  | Sint-Niklaas      | Plezantstraat 328            | 51° 10′ 20″ nord, 4° 07′ 29″ est | 15143               | Téléverser                                                                                    |
| (nl) Woningen Art Deco ca. 1935                                                               |                       |                                  | Sint-Niklaas      | Plezantstraat 330            | 51° 10′ 20″ nord, 4° 07′ 29″ est | 15143               | Téléverser                                                                                    |
| (nl) Drie rijhuizen, naar ontwerp van K. Van Havermaet, Art decosstijl                        |                       |                                  | Sint-Niklaas      | Plezantstraat 365            | 51° 10′ 19″ nord, 4° 07′ 36″ est | 15144               | Téléverser                                                                                    |
| (nl) Drie rijhuizen, naar ontwerp van K. Van Havermaet, Art decosstijl                        |                       |                                  | Sint-Niklaas      | Plezantstraat 367            | 51° 10′ 19″ nord, 4° 07′ 36″ est | 15144               | Téléverser                                                                                    |
| (nl) Drie rijhuizen, naar ontwerp van K. Van Havermaet, Art decosstijl                        |                       |                                  | Sint-Niklaas      | Plezantstraat 369            | 51° 10′ 19″ nord, 4° 07′ 36″ est | 15144               | Téléverser                                                                                    |
| (nl) Rijhuis is Art Nouveaustijl, naar ontwerp van F. Van Goethem                             | Oui                   |                                  | Sint-Niklaas      | Prins Albertstraat 20        | 51° 10′ 11″ nord, 4° 08′ 38″ est | 15145               | Téléverser                                                                                    |
| (nl) Nationale Bank van België, neo-Lodewijk XV naar ontwerp van architect M. Winders         | Oui                   |                                  | Sint-Niklaas      | Prins Albertstraat 39        |                                  | 15146               | Téléverser                                                                                    |
| (nl) Burgerhuizen naar ontwerp van F. Van Goethem 1905                                        |                       |                                  | Sint-Niklaas      | Prins Albertstraat 43        | 51° 10′ 08″ nord, 4° 08′ 39″ est | 15147               | Téléverser                                                                                    |
| (nl) Rijhuizen naar ontwerp van J. Welvaert 1903                                              |                       |                                  | Sint-Niklaas      | Prins Albertstraat 45        | 51° 10′ 08″ nord, 4° 08′ 39″ est | 15148               | Téléverser                                                                                    |
| (nl) Rijhuizen naar ontwerp van J. Welvaert 1903                                              |                       |                                  | Sint-Niklaas      | Prins Albertstraat 47        | 51° 10′ 08″ nord, 4° 08′ 39″ est | 15148               | Téléverser                                                                                    |
| (nl) Villa Albrecht neo-Vlaamse renaissance                                                   |                       |                                  | Sint-Niklaas      | Prins Albertstraat 49        | 51° 10′ 07″ nord, 4° 08′ 40″ est | 15149               | Téléverser                                                                                    |
| (nl) Breedhuis en fabriek 1929 naar ontwerp van A. D'Hooge                                    |                       |                                  | Sint-Niklaas      | Prins Karelstraat 23         | 51° 10′ 12″ nord, 4° 09′ 15″ est | 15150               | Téléverser                                                                                    |
| (nl) Enkelhuis Art Decostijl 1928 naar ontwerp van A. Waterschoot                             |                       |                                  | Sint-Niklaas      | Prins Leopoldplein 13        | 51° 10′ 10″ nord, 4° 09′ 07″ est | 15151               | Téléverser                                                                                    |
| (nl) Enkelhuis 1927 naar ontwerp van A. D'Hooge                                               |                       |                                  | Sint-Niklaas      | Prins Leopoldplein 14        | 51° 10′ 10″ nord, 4° 09′ 07″ est | 15152               | Téléverser                                                                                    |
| (nl) Meergezinswoning 190 naar ontwerp van H. De Boom                                         |                       |                                  | Sint-Niklaas      | Prins Leopoldplein 18        | 51° 10′ 12″ nord, 4° 09′ 07″ est | 15153               | Téléverser                                                                                    |
| (nl) Gevelwand XIX                                                                            |                       |                                  | Sint-Niklaas      | Regentieplein 1              | 51° 10′ 05″ nord, 4° 08′ 44″ est | 15154               | Téléverser                                                                                    |
| (nl) Gevelwand XIX                                                                            |                       |                                  | Sint-Niklaas      | Regentieplein 2              | 51° 10′ 05″ nord, 4° 08′ 44″ est | 15154               | Téléverser                                                                                    |
| (nl) Gevelwand XIX                                                                            |                       |                                  | Sint-Niklaas      | Regentieplein 3              | 51° 10′ 05″ nord, 4° 08′ 44″ est | 15154               | Téléverser                                                                                    |
| (nl) Gevelwand XIX                                                                            |                       |                                  | Sint-Niklaas      | Regentieplein 4              | 51° 10′ 05″ nord, 4° 08′ 44″ est | 15154               | Téléverser                                                                                    |
| (nl) Gevelwand XIX                                                                            |                       |                                  | Sint-Niklaas      | Regentieplein 5              | 51° 10′ 05″ nord, 4° 08′ 44″ est | 15154               | Téléverser                                                                                    |
| (nl) Gevelwand XIX                                                                            |                       |                                  | Sint-Niklaas      | Regentieplein 8              | 51° 10′ 05″ nord, 4° 08′ 44″ est | 15154               | Téléverser                                                                                    |
| (nl) Rijksnormaalschool, herenhuis, neo-classicisme                                           |                       |                                  | Sint-Niklaas      | Regentieplein 18             | 51° 10′ 07″ nord, 4° 08′ 44″ est | 15155               | Téléverser                                                                                    |
| (nl) Hoekhuisje                                                                               |                       |                                  | Sint-Niklaas      | Regentieplein 44             | 51° 10′ 06″ nord, 4° 08′ 40″ est | 15157               | Téléverser                                                                                    |
| (nl) Rijhuis                                                                                  |                       |                                  | Sint-Niklaas      | Regentieplein 45             | 51° 10′ 06″ nord, 4° 08′ 40″ est | 15158               | Téléverser                                                                                    |
| (nl) Enkelhuis 1899 naar ontwerp van A. Waterschoot                                           |                       |                                  | Sint-Niklaas      | Regentieplein 46             | 51° 10′ 05″ nord, 4° 08′ 40″ est | 15159               | Téléverser                                                                                    |
| (nl) Burgerhuis naar ontwerp van A. Waterschoot 1902                                          |                       |                                  | Sint-Niklaas      | Regentieplein 53             | 51° 10′ 05″ nord, 4° 08′ 40″ est | 15160               | Téléverser                                                                                    |
| (nl) Rijhuizen met lijstgevels 1870                                                           |                       |                                  | Sint-Niklaas      | Regentiestraat 1             | 51° 10′ 07″ nord, 4° 08′ 35″ est | 15161               | Téléverser                                                                                    |
| (nl) Rijhuizen met lijstgevels 1870                                                           |                       |                                  | Sint-Niklaas      | Regentiestraat 2             | 51° 10′ 07″ nord, 4° 08′ 35″ est | 15161               | Téléverser                                                                                    |
| (nl) Rijhuizen met lijstgevels 1870                                                           |                       |                                  | Sint-Niklaas      | Regentiestraat 3             | 51° 10′ 07″ nord, 4° 08′ 35″ est | 15161               | Téléverser                                                                                    |
| (nl) Rijhuizen met lijstgevels 1870                                                           |                       |                                  | Sint-Niklaas      | Regentiestraat 4             | 51° 10′ 07″ nord, 4° 08′ 35″ est | 15161               | Téléverser                                                                                    |
| (nl) Rijhuizen met lijstgevels 1870                                                           |                       |                                  | Sint-Niklaas      | Regentiestraat 6             | 51° 10′ 07″ nord, 4° 08′ 35″ est | 15161               | Téléverser                                                                                    |
| (nl) Rijhuizen met lijstgevels 1870                                                           |                       |                                  | Sint-Niklaas      | Regentiestraat 7             | 51° 10′ 07″ nord, 4° 08′ 35″ est | 15161               | Téléverser                                                                                    |
| (nl) Rijhuizen met lijstgevels 1870                                                           |                       |                                  | Sint-Niklaas      | Regentiestraat 8             | 51° 10′ 07″ nord, 4° 08′ 35″ est | 15161               | Téléverser                                                                                    |
| (nl) Rijhuizen met lijstgevels 1870                                                           |                       |                                  | Sint-Niklaas      | Regentiestraat 9             | 51° 10′ 07″ nord, 4° 08′ 35″ est | 15161               | Téléverser                                                                                    |
| (nl) Eenheidsbebouwing rijhuizen naar ontwerp van E. Delmez 1881                              |                       |                                  | Sint-Niklaas      | Regentiestraat 11            | 51° 10′ 06″ nord, 4° 08′ 36″ est | 15163               | Téléverser                                                                                    |
| (nl) Eenheidsbebouwing rijhuizen naar ontwerp van E. Delmez 1881                              |                       |                                  | Sint-Niklaas      | Regentiestraat 13            | 51° 10′ 06″ nord, 4° 08′ 36″ est | 15163               | Téléverser                                                                                    |
| (nl) Eenheidsbebouwing rijhuizen naar ontwerp van E. Delmez 1881                              |                       |                                  | Sint-Niklaas      | Regentiestraat 15            | 51° 10′ 06″ nord, 4° 08′ 36″ est | 15163               | Téléverser                                                                                    |
| (nl) Eenheidsbebouwing rijhuizen naar ontwerp van E. Delmez 1881                              |                       |                                  | Sint-Niklaas      | Regentiestraat 17            | 51° 10′ 06″ nord, 4° 08′ 36″ est | 15163               | Téléverser                                                                                    |
| (nl) Herenhuis XIX                                                                            |                       |                                  | Sint-Niklaas      | Regentiestraat 21            | 51° 10′ 06″ nord, 4° 08′ 38″ est | 15165               | Téléverser                                                                                    |
| (nl) Rijhuizen art nouveaustijl begin XX                                                      |                       |                                  | Sint-Niklaas      | Regentiestraat 24            | 51° 10′ 07″ nord, 4° 08′ 39″ est | 15166               | Téléverser                                                                                    |
| (nl) Rijhuizen art nouveaustijl begin XX                                                      |                       |                                  | Sint-Niklaas      | Regentiestraat 26            | 51° 10′ 07″ nord, 4° 08′ 39″ est | 15166               | Téléverser                                                                                    |
| (nl) Rijhuizen art nouveaustijl begin XX                                                      |                       |                                  | Sint-Niklaas      | Regentiestraat 28            | 51° 10′ 07″ nord, 4° 08′ 39″ est | 15166               | Téléverser                                                                                    |
| (nl) Breedhuis                                                                                |                       |                                  | Sint-Niklaas      | Regentiestraat 23            | 51° 10′ 06″ nord, 4° 08′ 38″ est | 15167               | Téléverser                                                                                    |
| (nl) Breedhuis                                                                                |                       |                                  | Sint-Niklaas      | Regentiestraat 25            | 51° 10′ 06″ nord, 4° 08′ 38″ est | 15167               | Téléverser                                                                                    |
| (nl) Breedhuis                                                                                |                       |                                  | Sint-Niklaas      | Regentiestraat 27            | 51° 10′ 06″ nord, 4° 08′ 38″ est | 15167               | Téléverser "                                                                                  |
| (nl) Breedhuis als twee woningen; winkelpui                                                   |                       |                                  | Sint-Niklaas      | Regentiestraat 34            | 51° 10′ 06″ nord, 4° 08′ 45″ est | 15168               | Téléverser" "                                                                                 |
| (nl) Breedhuis als twee woningen; winkelpui                                                   |                       |                                  | Sint-Niklaas      | Regentiestraat 36            | 51° 10′ 06″ nord, 4° 08′ 45″ est | 15168               | Téléverser"                                                                                   |
| (nl) Lijstgevel 1870                                                                          |                       |                                  | Sint-Niklaas      | Regentiestraat 38            | 51° 10′ 07″ nord, 4° 08′ 46″ est | 15169               | Téléverser                                                                                    |
| (nl) Lijstgevel 1870                                                                          |                       |                                  | Sint-Niklaas      | Regentiestraat 40            | 51° 10′ 07″ nord, 4° 08′ 46″ est | 15169               | Téléverser                                                                                    |
| (nl) Gebouw, Tabaksfabriek Mignot & de Block                                                  |                       |                                  | Sint-Niklaas      | Regentiestraat 42            | 51° 10′ 07″ nord, 4° 08′ 47″ est | 15170               | Téléverser                                                                                    |
| (nl) Gebouw, Tabaksfabriek Mignot & de Block                                                  |                       |                                  | Sint-Niklaas      | Regentiestraat 44            | 51° 10′ 07″ nord, 4° 08′ 47″ est | 15170               | Téléverser                                                                                    |
| (nl) Lijstgevel XIX                                                                           |                       |                                  | Sint-Niklaas      | Regentiestraat 43            | 51° 10′ 05″ nord, 4° 08′ 45″ est | 15172               | Téléverser                                                                                    |
| (nl) Eenheidsbebouwing gebouwen XIX                                                           |                       |                                  | Sint-Niklaas      | Regentiestraat 45            | 51° 10′ 05″ nord, 4° 08′ 45″ est | 15174               | Téléverser                                                                                    |
| (nl) Eenheidsbebouwing gebouwen XIX                                                           |                       |                                  | Sint-Niklaas      | Regentiestraat 47            | 51° 10′ 05″ nord, 4° 08′ 45″ est | 15174               | Téléverser                                                                                    |
| (nl) Enkelhuis XIX                                                                            |                       |                                  | Sint-Niklaas      | Regentiestraat 63            | 51° 10′ 03″ nord, 4° 08′ 47″ est | 15178               | Téléverser                                                                                    |
| (nl) Burgerhuis                                                                               |                       |                                  | Sint-Niklaas      | Regentiestraat 65            | 51° 10′ 05″ nord, 4° 08′ 50″ est | 15179               | Téléverser                                                                                    |
| (nl) Burgerhuis                                                                               |                       |                                  | Sint-Niklaas      | Regentiestraat 67            | 51° 10′ 05″ nord, 4° 08′ 50″ est | 15179               | Téléverser                                                                                    |
| (nl) Enkelhuis XIX                                                                            |                       |                                  | Sint-Niklaas      | Regentiestraat 69            | 51° 10′ 04″ nord, 4° 08′ 51″ est | 15180               | Téléverser                                                                                    |
| (nl) Enkelhuis                                                                                |                       |                                  | Sint-Niklaas      | Rich. Van Britsomstraat 15   | 51° 10′ 07″ nord, 4° 08′ 19″ est | 15182               | Téléverser                                                                                    |
| (nl) Enkelhuis Art Decostijl 1927 naar ontwerp van C. Hoge                                    |                       |                                  | Sint-Niklaas      | Rich. Van Britsomstraat      | 51° 10′ 06″ nord, 4° 08′ 23″ est | 15183               | Téléverser "                                                                                  |
| (nl) Moederklooster Congregatie der Zusters Jozefienen;                                       |                       |                                  | Sint-Niklaas      | Rich. Van Britsomstraat 19   | 51° 10′ 05″ nord, 4° 08′ 21″ est | 15184               | Téléverser"                                                                                   |
| (nl) Stadsschouwburg                                                                          | Oui                   |                                  | Sint-Niklaas      | Rich. Van Britsomstraat 21   | 51° 10′ 01″ nord, 4° 08′ 20″ est | 15185               | (nl) Stadsschouwburg                                                                          |
| (nl) Herenhuis 1843                                                                           |                       |                                  | Sint-Niklaas      | Sint-Jozefstraat 2           | 51° 09′ 54″ nord, 4° 08′ 19″ est | 15186               | Téléverser                                                                                    |
| (nl) Kapel ter ere van Sint-Jozef, neoromaans gotische stijl                                  |                       |                                  | Sint-Niklaas      | Smisstraat                   | 51° 08′ 57″ nord, 4° 08′ 08″ est | 15187               | Téléverser                                                                                    |
| (nl) Meergezinswoning 1932 A. D'Hooge                                                         |                       |                                  | Sint-Niklaas      | Spoorweglaan 23              | 51° 10′ 07″ nord, 4° 08′ 06″ est | 15188               | Téléverser                                                                                    |
| (nl) Meergezinswoning 1932 A. D'Hooge                                                         |                       |                                  | Sint-Niklaas      | Spoorweglaan 24              | 51° 10′ 07″ nord, 4° 08′ 06″ est | 15188               | Téléverser                                                                                    |
| (nl) Gebouwencomplex Nieuwe Zakelijkheid naar ontwerp van J.A. De Bondt                       | Oui                   |                                  | Sint-Niklaas      | Spoorweglaan 36              | 51° 10′ 09″ nord, 4° 08′ 10″ est | 15189               | Téléverser                                                                                    |
| (nl) Rijhuis XIX                                                                              |                       |                                  | Sint-Niklaas      | Stationsstraat 6             | 51° 09′ 55″ nord, 4° 08′ 29″ est | 15192               | Téléverser                                                                                    |
| (nl) Herenhuis 1870                                                                           |                       |                                  | Sint-Niklaas      | Stationsstraat 17            | 51° 09′ 56″ nord, 4° 08′ 31″ est | 15194               | Téléverser                                                                                    |
| (nl) Herenhuis                                                                                |                       |                                  | Sint-Niklaas      | Stationsstraat 12            | 51° 09′ 56″ nord, 4° 08′ 28″ est | 15195               | Téléverser                                                                                    |
| (nl) Dubbelhuis 1857                                                                          |                       |                                  | Sint-Niklaas      | Stationsstraat 19            | 51° 09′ 56″ nord, 4° 08′ 31″ est | 15196               | Téléverser                                                                                    |
| (nl) Enkelhuis Art Deco naar ontwerp van A. Waterschoot 1929                                  |                       |                                  | Sint-Niklaas      | Stationsstraat 23            | 51° 09′ 57″ nord, 4° 08′ 31″ est | 15197               | Téléverser                                                                                    |
| (nl) Burgerhuis 1859 naar ontwerp van P. Van Haver                                            |                       |                                  | Sint-Niklaas      | Stationsstraat 25            | 51° 09′ 57″ nord, 4° 08′ 31″ est | 15199               | Téléverser                                                                                    |
| (nl) Enkelhuis 1851 naar ontwerp van J. De Somme-Servais, met pui                             |                       |                                  | Sint-Niklaas      | Stationsstraat 26            | 51° 09′ 58″ nord, 4° 08′ 29″ est | 15200               | Téléverser                                                                                    |
| (nl) Herenhuis naar ontwerp van E. Delmez 1882                                                |                       |                                  | Sint-Niklaas      | Stationsstraat 34            | 51° 09′ 59″ nord, 4° 08′ 29″ est | 15201               | Téléverser                                                                                    |
| (nl) Art Nouveau winkelhuis 1897, heden met pui                                               | Oui                   |                                  | Sint-Niklaas      | Stationsstraat 35            | 51° 09′ 58″ nord, 4° 08′ 32″ est | 15202               | Téléverser                                                                                    |
| (nl) Rijhuis neo-Vlaamse renaissancestijl Anno 1888                                           |                       |                                  | Sint-Niklaas      | Stationsstraat 41            | 51° 09′ 59″ nord, 4° 08′ 32″ est | 15203               | Téléverser                                                                                    |
| (nl) Burgerhuisnaar ontwerp van C. Sterck 1886                                                |                       |                                  | Sint-Niklaas      | Stationsstraat 43            | 51° 10′ 00″ nord, 4° 08′ 32″ est | 15204               | Téléverser                                                                                    |
| (nl) Burgerhuis neotraditionele stijl 1924 naar ontwerp van J. De Vroey                       |                       |                                  | Sint-Niklaas      | Stationsstraat 54            | 51° 10′ 01″ nord, 4° 08′ 30″ est | 15205               | Téléverser "                                                                                  |
| (nl) Burgerhuis XIX; met winkelpui                                                            |                       |                                  | Sint-Niklaas      | Stationsstraat 83            | 51° 10′ 05″ nord, 4° 08′ 34″ est | 15206               | Téléverser"                                                                                   |
| (nl) Herenhuis naar ontwerp van P. Stordiau 1928                                              |                       |                                  | Sint-Niklaas      | Stationsstraat 85            | 51° 10′ 05″ nord, 4° 08′ 35″ est | 15207               | Téléverser                                                                                    |
| (nl) Burgerhuis 1899, met winkelpui                                                           |                       |                                  | Sint-Niklaas      | Stationsstraat 87            | 51° 10′ 06″ nord, 4° 08′ 33″ est | 15208               | Téléverser                                                                                    |
| (nl) Rijhuis onder zadeldak ca. 1860                                                          |                       |                                  | Sint-Niklaas      | Stationsstraat 89            | 51° 10′ 06″ nord, 4° 08′ 34″ est | 15209               | Téléverser                                                                                    |
| (nl) Enkelhuis XIX                                                                            |                       |                                  | Sint-Niklaas      | Stationsstraat 86            | 51° 10′ 05″ nord, 4° 08′ 30″ est | 15210               | Téléverser                                                                                    |
| (nl) Woning in art decostijl naar ontwerp van H. De Boom                                      |                       |                                  | Sint-Niklaas      | Stationsstraat 93            | 51° 10′ 06″ nord, 4° 08′ 34″ est | 15211               | Téléverser                                                                                    |
| (nl) Woning in art decostijl naar ontwerp van H. De Boom                                      |                       |                                  | Sint-Niklaas      | Stationsstraat 95            | 51° 10′ 06″ nord, 4° 08′ 34″ est | 15211               | Téléverser "                                                                                  |
| (nl) Hoekhuizen 1852; verbouwde puien                                                         |                       |                                  | Sint-Niklaas      | Stationsstraat 101           | 51° 10′ 07″ nord, 4° 08′ 33″ est | 15212               | Téléverser" "                                                                                 |
| (nl) Hoekhuizen 1852; verbouwde puien                                                         |                       |                                  | Sint-Niklaas      | Stationsstraat 97            | 51° 10′ 07″ nord, 4° 08′ 33″ est | 15212               | Téléverser" "                                                                                 |
| (nl) Hoekhuizen 1852; verbouwde puien                                                         |                       |                                  | Sint-Niklaas      | Stationsstraat 99            | 51° 10′ 07″ nord, 4° 08′ 33″ est | 15212               | Téléverser"                                                                                   |
| (nl) Burgerhuis naar ontwerp van P. Van Haver 1868                                            |                       |                                  | Sint-Niklaas      | Stationsstraat 96            | 51° 10′ 06″ nord, 4° 08′ 31″ est | 15213               | Téléverser                                                                                    |
| (nl) Casino met park, naar ontwerp van J. De Somme-Servais                                    |                       |                                  | Sint-Niklaas      | Stationsstraat 102           | 51° 10′ 09″ nord, 4° 08′ 32″ est | 15214               | Téléverser                                                                                    |
| (nl) Burgerhuis naar ontwerp van P. Van Haver 1862, met pui                                   |                       |                                  | Sint-Niklaas      | Stationsstraat 118           | 51° 10′ 12″ nord, 4° 08′ 32″ est | 15215               | Téléverser                                                                                    |
| (nl) Parochiekerk Sint-Jozef, neogotisch 1872-1878 naar ontwerp van stadsarchitect E. Serrure | Oui                   |                                  | Sint-Niklaas      | Tereken 3                    |                                  | 15216               | (nl) Parochiekerk Sint-Jozef, neogotisch 1872-1878 naar ontwerp van stadsarchitect E. Serrure |
| (nl) Pastorie, herenhuis XIX, naar ontwerp van E. Serrure                                     | Oui                   |                                  | Sint-Niklaas      | Tereken 5                    | 51° 09′ 20″ nord, 4° 08′ 49″ est | 15217               | Téléverser "                                                                                  |
| (nl) Heilig Hartinstituut, bejaardenrusthuis 1882; gebouwen                                   |                       |                                  | Sint-Niklaas      | Tereken 14                   | 51° 09′ 19″ nord, 4° 08′ 54″ est | 15218               | Téléverser"                                                                                   |
| (nl) Kapel ter ere van Onze-Lieve-Vrouw van Hal                                               |                       |                                  | Sint-Niklaas      | Tereken                      | 51° 08′ 58″ nord, 4° 08′ 56″ est | 15219               | Téléverser                                                                                    |
| (nl) Klooster der Paters Minderbroeders met Heilig-Hartkerk                                   |                       |                                  | Sint-Niklaas      | Truweelstraat 138            | 51° 10′ 20″ nord, 4° 09′ 00″ est | 15220               | (nl) Klooster der Paters Minderbroeders met Heilig-Hartkerk                                   |
| (nl) Stoombrouwerij Den Haan 1897                                                             |                       |                                  | Sint-Niklaas      | Truweelstraat 54             | 51° 10′ 10″ nord, 4° 08′ 56″ est | 15221               | Téléverser                                                                                    |
| (nl) Dubbelhuis 1914 provinciale Jugendstil, initialen                                        |                       |                                  | Sint-Niklaas      | Truweelstraat 73             | 51° 10′ 14″ nord, 4° 09′ 00″ est | 15222               | Téléverser                                                                                    |
| (nl) Woningen ca. 1930 Art Decostijl                                                          |                       |                                  | Sint-Niklaas      | Truweelstraat 118            | 51° 10′ 16″ nord, 4° 08′ 59″ est | 15223               | Téléverser                                                                                    |
| (nl) Woningen ca. 1930 Art Decostijl                                                          |                       |                                  | Sint-Niklaas      | Truweelstraat 120            | 51° 10′ 16″ nord, 4° 08′ 59″ est | 15223               | Téléverser                                                                                    |
| (nl) Boerenhuis traditionele stijl XVII                                                       |                       |                                  | Sint-Niklaas      | Truweelstraat 109            | 51° 10′ 16″ nord, 4° 09′ 03″ est | 15224               | Téléverser                                                                                    |
| (nl) Hoeve Bressinck met woonhuis 1621                                                        |                       |                                  | Sint-Niklaas      | Uilenstraat 95               | 51° 10′ 54″ nord, 4° 10′ 04″ est | 15225               | (nl) Hoeve Bressinck met woonhuis 1621                                                        |
| (nl) Boerenhuis 1696                                                                          |                       |                                  | Sint-Niklaas      | Uilenstraat 155              | 51° 10′ 47″ nord, 4° 10′ 28″ est | 15226               | Téléverser                                                                                    |
| (nl) Dubbelhuis                                                                               |                       |                                  | Sint-Niklaas      | Uilenstraat 181              | 51° 10′ 45″ nord, 4° 10′ 41″ est | 15227               | Téléverser                                                                                    |
| (nl) Enkelhuis Art Deco 1931 naar ontwerp van R. Waterschoot                                  |                       |                                  | Sint-Niklaas      | Van Naemenstraat 20          | 51° 10′ 12″ nord, 4° 09′ 03″ est | 15228               | Téléverser                                                                                    |
| (nl) Slotklooster Zusters Karmelietessen                                                      |                       |                                  | Sint-Niklaas      | Veldstraat 2                 | 51° 09′ 51″ nord, 4° 08′ 50″ est | 15229               | Téléverser                                                                                    |
| (nl) 't Volkshuis, gebouw Art Decostijl naar ontwerp van R. Soebert                           | Oui                   |                                  | Sint-Niklaas      | Vermorgenstraat 9            | 51° 10′ 08″ nord, 4° 08′ 45″ est | 15230               | Téléverser                                                                                    |
| (nl) Kapel ter ere van Onze-Lieve-Vrouw Onbevlekt Ontvangen                                   |                       |                                  | Sint-Niklaas      | Vrouweneekhoekstraat         | 51° 11′ 25″ nord, 4° 08′ 37″ est | 15231               | (nl) Kapel ter ere van Onze-Lieve-Vrouw Onbevlekt Ontvangen                                   |
| (nl) Twee woningen                                                                            |                       |                                  | Sint-Niklaas      | Vrouweneekhoekstraat 161     | 51° 11′ 26″ nord, 4° 08′ 39″ est | 15232               | (nl) Twee woningen                                                                            |
| (nl) Gebouwengroep, brouwerij De baer 1839                                                    |                       |                                  | Sint-Niklaas      | Vijfstraten 137              | 51° 10′ 39″ nord, 4° 09′ 13″ est | 15233               | Téléverser                                                                                    |
| (nl) Gebouwengroep, brouwerij De baer 1839                                                    |                       |                                  | Sint-Niklaas      | Vijfstraten 139              | 51° 10′ 39″ nord, 4° 09′ 13″ est | 15233               | Téléverser                                                                                    |
| (nl) Gebouwengroep, brouwerij De baer 1839                                                    |                       |                                  | Sint-Niklaas      | Vijfstraten 141              | 51° 10′ 39″ nord, 4° 09′ 13″ est | 15233               | Téléverser                                                                                    |
| (nl) Dubbelhuis 1927 door C. Hoge Art Deco lijstgevel                                         |                       |                                  | Sint-Niklaas      | Walburgstraat 23             | 51° 09′ 48″ nord, 4° 08′ 44″ est | 15234               | Téléverser                                                                                    |
| (nl) Dubbelhuis XIX                                                                           |                       |                                  | Sint-Niklaas      | Walburgstraat 27             | 51° 09′ 48″ nord, 4° 08′ 45″ est | 15235               | Téléverser                                                                                    |
| (nl) Rijhuis 1935 door K. Van Havermaet, art decostijl                                        |                       |                                  | Sint-Niklaas      | Walburgstraat 29             | 51° 09′ 48″ nord, 4° 08′ 45″ est | 15236               | Téléverser                                                                                    |
| (nl) Walburgkasteel                                                                           | Oui                   |                                  | Sint-Niklaas      | Walburgstraat 33             | 51° 09′ 47″ nord, 4° 08′ 47″ est | 15237               | (nl) Walburgkasteel                                                                           |
| (nl) Walburgkasteel                                                                           | Oui                   |                                  | Sint-Niklaas      | Walburgstraat 35             | 51° 09′ 47″ nord, 4° 08′ 47″ est | 15237               | Téléverser                                                                                    |
| (nl) Walburgkasteel                                                                           | Oui                   |                                  | Sint-Niklaas      | Walburgstraat 37             | 51° 09′ 47″ nord, 4° 08′ 47″ est | 15237               | Téléverser                                                                                    |
| (nl) Walburgkasteel                                                                           | Oui                   |                                  | Sint-Niklaas      | Walburgstraat 39             | 51° 09′ 47″ nord, 4° 08′ 47″ est | 15237               | Téléverser                                                                                    |
| (nl) Neoclassicistisch dubbelhuis 1892 naar ontwerp van J. Kurtz                              |                       |                                  | Sint-Niklaas      | Walburgstraat 38             | 51° 09′ 48″ nord, 4° 08′ 48″ est | 15238               | Téléverser                                                                                    |
| (nl) Neo-traditioneel enkelhuis                                                               |                       |                                  | Sint-Niklaas      | Walburgstraat 41             | 51° 09′ 47″ nord, 4° 08′ 48″ est | 15239               | Téléverser                                                                                    |
| (nl) Enkelhuis Art Decostijl 1930 A. Waterschoot                                              |                       |                                  | Sint-Niklaas      | Walburgstraat 42B            | 51° 09′ 48″ nord, 4° 08′ 48″ est | 15240               | Téléverser                                                                                    |
| (nl) Neoclassicistisch dubbelhuis                                                             |                       |                                  | Sint-Niklaas      | Walburgstraat 52             | 51° 09′ 48″ nord, 4° 08′ 50″ est | 15241               | Téléverser                                                                                    |
| (nl) Dubbelhuis                                                                               |                       |                                  | Sint-Niklaas      | Walburgstraat 60             | 51° 09′ 48″ nord, 4° 08′ 51″ est | 15242               | Téléverser                                                                                    |
| (nl) Enkelhuis met zadeldak XIX                                                               |                       |                                  | Sint-Niklaas      | Walburgstraat 67             | 51° 09′ 47″ nord, 4° 08′ 51″ est | 15243               | Téléverser                                                                                    |
| (nl) Art Nouveau rijhuis ANNO / 1908                                                          |                       |                                  | Sint-Niklaas      | Westerlaan 30                | 51° 09′ 59″ nord, 4° 07′ 52″ est | 15246               | Téléverser                                                                                    |
| (nl) Rijhuis                                                                                  |                       |                                  | Sint-Niklaas      | Westerlaan 32                | 51° 09′ 59″ nord, 4° 07′ 51″ est | 15247               | Téléverser                                                                                    |
| (nl) Hoekhuis 1905 naar ontwerp van A. Waterschoot                                            |                       |                                  | Sint-Niklaas      | Zamanstraat 2                | 51° 09′ 56″ nord, 4° 08′ 38″ est | 15248               | Téléverser                                                                                    |
| (nl) Rijhuizen                                                                                |                       |                                  | Sint-Niklaas      | Zamanstraat 6                | 51° 09′ 57″ nord, 4° 08′ 39″ est | 15249               | Téléverser                                                                                    |
| (nl) Rijhuizen                                                                                |                       |                                  | Sint-Niklaas      | Zamanstraat 8                | 51° 09′ 57″ nord, 4° 08′ 39″ est | 15249               | Téléverser                                                                                    |
| (nl) Rijhuis Art Nouveau                                                                      |                       |                                  | Sint-Niklaas      | Zamanstraat 16               | 51° 09′ 58″ nord, 4° 08′ 38″ est | 15250               | Téléverser                                                                                    |
| (nl) Rijhuis XX                                                                               |                       |                                  | Sint-Niklaas      | Zamanstraat 41               | 51° 10′ 00″ nord, 4° 08′ 41″ est | 15251               | Téléverser                                                                                    |
| (nl) Dubbelhuis                                                                               |                       |                                  | Sint-Niklaas      | Zamanstraat 47               | 51° 10′ 01″ nord, 4° 08′ 41″ est | 15252               | Téléverser                                                                                    |
| (nl) Stedelijk Museum, herenhuis, ANNO / 1878 naar ontwerp van architect P. Van Kerkhove      | Oui                   |                                  | Sint-Niklaas      | Zamanstraat 49               |                                  | 15253               | Téléverser                                                                                    |
| (nl) Arduinen waterpomp in museumpark                                                         |                       |                                  | Sint-Niklaas      | Zamanstraat                  | 51° 10′ 02″ nord, 4° 08′ 43″ est | 15254               | (nl) Arduinen waterpomp in museumpark                                                         |
| (nl) Burgerhuis                                                                               |                       |                                  | Sint-Niklaas      | Zamanstraat 51               | 51° 10′ 03″ nord, 4° 08′ 42″ est | 15255               | Téléverser                                                                                    |
| (nl) Textielfabriek Fran?¦ois Denys                                                           |                       |                                  | Sint-Niklaas      | Zamanstraat 60               | 51° 10′ 03″ nord, 4° 08′ 40″ est | 15256               | Téléverser                                                                                    |
| (nl) Roomanmolen 1862                                                                         |                       |                                  | Belsele           | Belseledorp 17               | 51° 08′ 49″ nord, 4° 05′ 40″ est | 15258               | Téléverser                                                                                    |
| (nl) Rijhuis                                                                                  |                       |                                  | Belsele           | Belseledorp 53               | 51° 08′ 48″ nord, 4° 05′ 32″ est | 15259               | Téléverser                                                                                    |
| (nl) Dubbelhuis                                                                               |                       |                                  | Belsele           | Belseledorp 52               | 51° 08′ 46″ nord, 4° 05′ 33″ est | 15260               | Téléverser                                                                                    |
| (nl) Burgerhuis, dubbelhuis                                                                   |                       |                                  | Belsele           | Belseledorp 58               | 51° 08′ 45″ nord, 4° 05′ 31″ est | 15261               | Téléverser                                                                                    |
| (nl) Rijhuis                                                                                  |                       |                                  | Belsele           | Belseledorp 75               | 51° 08′ 48″ nord, 4° 05′ 27″ est | 15263               | Téléverser                                                                                    |
| (nl) Neogotisch gemeentehuis                                                                  | Oui                   |                                  | Belsele           | Belseledorp 76               | 51° 08′ 46″ nord, 4° 05′ 25″ est | 15264               | Téléverser                                                                                    |
| (nl) Gemeentepomp 1858 Lodewijk XVI-stijl                                                     |                       |                                  | Belsele           | Belseledorp                  | 51° 08′ 46″ nord, 4° 05′ 18″ est | 15265               | Téléverser                                                                                    |
| (nl) Dubbelhuis 1781                                                                          |                       |                                  | Belsele           | Belseledorp 91               | 51° 08′ 47″ nord, 4° 05′ 23″ est | 15266               | Téléverser                                                                                    |
| (nl) Herenhuis                                                                                |                       |                                  | Belsele           | Belseledorp 93               | 51° 08′ 47″ nord, 4° 05′ 22″ est | 15267               | Téléverser                                                                                    |
| (nl) Pastorie dubbelhuis 1851 naar ontwerp van J. De Somme-Servais                            | Oui                   |                                  | Belsele           | Belseledorp 90               | 51° 08′ 44″ nord, 4° 05′ 23″ est | 15268               | Téléverser                                                                                    |
| (nl) Burgerhuis                                                                               |                       |                                  | Belsele           | Belseledorp 99               | 51° 08′ 47″ nord, 4° 05′ 20″ est | 15269               | Téléverser                                                                                    |
| (nl) Hoekhuis met kern van 1665                                                               |                       |                                  | Belsele           | Belseledorp 98               | 51° 08′ 45″ nord, 4° 05′ 21″ est | 15270               | Téléverser                                                                                    |
| (nl) Parochiekerk Sint-Andreas en Gislenus, gotische kruiskerk                                | Oui                   |                                  | Belsele           | Belseledorp                  | 51° 08′ 46″ nord, 4° 05′ 19″ est | 15271               | Téléverser                                                                                    |
| (nl) Herenhuis bij Hof van Belsele                                                            |                       |                                  | Belsele           | Belseledorp 108              | 51° 08′ 44″ nord, 4° 05′ 10″ est | 15272               | Téléverser                                                                                    |
| (nl) Herenhuis bij Hof van Belsele                                                            |                       |                                  | Belsele           | Belseledorp 110              | 51° 08′ 44″ nord, 4° 05′ 10″ est | 15272               | Téléverser                                                                                    |
| (nl) Herenhuis 1861, woonhuis dubbelhuistype                                                  |                       |                                  | Belsele           | Belseledorp 129              | 51° 08′ 48″ nord, 4° 05′ 14″ est | 15275               | Téléverser                                                                                    |
| (nl) Enkelhuizen 1906, horend bij Hof van Belsele                                             |                       |                                  | Belsele           | Belseledorp 114              | 51° 08′ 45″ nord, 4° 05′ 06″ est | 15276               | Téléverser                                                                                    |
| (nl) Enkelhuizen 1906, horend bij Hof van Belsele                                             |                       |                                  | Belsele           | Belseledorp 116              | 51° 08′ 45″ nord, 4° 05′ 06″ est | 15276               | Téléverser "                                                                                  |
| (nl) Herenwoning XIX; woonhuis en dienstgebouwen                                              |                       |                                  | Belsele           | Belseledorp 133              | 51° 08′ 48″ nord, 4° 05′ 11″ est | 15277               | Téléverser"                                                                                   |
| (nl) Twee woningen                                                                            |                       |                                  | Belsele           | Belseledorp 118              | 51° 08′ 44″ nord, 4° 05′ 03″ est | 15278               | Téléverser                                                                                    |
| (nl) Twee woningen                                                                            |                       |                                  | Belsele           | Belseledorp 120              | 51° 08′ 44″ nord, 4° 05′ 03″ est | 15278               | Téléverser                                                                                    |
| (nl) Staakkapelletje aan lindeboom                                                            |                       |                                  | Belsele           | Bookmolenstraat              | 51° 08′ 49″ nord, 4° 06′ 38″ est | 15279               | Téléverser "                                                                                  |
| (nl) Bookmolenhoeve; woonhuis en dwarsschuur                                                  |                       |                                  | Belsele           | Bookmolenstraat 40           | 51° 08′ 50″ nord, 4° 06′ 33″ est | 15280               | Téléverser"                                                                                   |
| (nl) Enkelhuis                                                                                |                       |                                  | Belsele           | Bosstraat 108                | 51° 10′ 23″ nord, 4° 04′ 22″ est | 15281               | Téléverser                                                                                    |
| (nl) Staakkapelletje ter ere van Maria                                                        |                       |                                  | Belsele           | Colliestraat                 | 51° 09′ 35″ nord, 4° 05′ 33″ est | 15282               | Téléverser                                                                                    |
| (nl) Hoevewoning 1679                                                                         |                       |                                  | Belsele           | Gentstraat 85                | 51° 10′ 11″ nord, 4° 05′ 54″ est | 15284               | Téléverser                                                                                    |
| (nl) Boerderij                                                                                |                       |                                  | Belsele           | Gentstraat 153               | 51° 10′ 43″ nord, 4° 05′ 51″ est | 15285               | Téléverser                                                                                    |
| (nl) Heilige Barbarakapel                                                                     |                       |                                  | Belsele           | Heiakker                     | 51° 09′ 06″ nord, 4° 05′ 03″ est | 15286               | Téléverser                                                                                    |
| (nl) Burgerhuis                                                                               |                       |                                  | Belsele           | Hof van Belsele 4            | 51° 08′ 44″ nord, 4° 05′ 18″ est | 15287               | Téléverser                                                                                    |
| (nl) Rijhuis                                                                                  |                       |                                  | Belsele           | Hof van Belsele 8            | 51° 08′ 44″ nord, 4° 05′ 17″ est | 15288               | Téléverser                                                                                    |
| (nl) Dubbelhuis XIX                                                                           |                       |                                  | Belsele           | Hof van Belsele 35           | 51° 08′ 44″ nord, 4° 05′ 15″ est | 15289               | Téléverser "                                                                                  |
| (nl) Boerderij; woonhuis dubbelhuistype                                                       | Oui                   |                                  | Belsele           | Hoge Bokstraat 55            | 51° 09′ 44″ nord, 4° 06′ 52″ est | 15290               | Téléverser" "                                                                                 |
| (nl) Boerderij; woonhuis dubbelhuistype                                                       | Oui                   |                                  | Belsele           | Hoge Bokstraat 57            | 51° 09′ 44″ nord, 4° 06′ 52″ est | 15290               | Téléverser"                                                                                   |
| (nl) Dubbelhuis XIX                                                                           |                       |                                  | Belsele           | Kasteeldreef 7               | 51° 08′ 45″ nord, 4° 05′ 13″ est | 15292               | Téléverser                                                                                    |
| (nl) Hof van Belsele of Bisschoppelijk kasteel                                                |                       |                                  | Belsele           | Kasteeldreef 11              | 51° 08′ 39″ nord, 4° 05′ 06″ est | 15293               | Téléverser                                                                                    |
| (nl) Hof van Belsele of Bisschoppelijk kasteel                                                |                       |                                  | Belsele           | Kasteeldreef 13              | 51° 08′ 39″ nord, 4° 05′ 06″ est | 15293               | Téléverser                                                                                    |
| (nl) Hof van Belsele of Bisschoppelijk kasteel                                                |                       |                                  | Belsele           | Kasteeldreef 17              | 51° 08′ 39″ nord, 4° 05′ 06″ est | 15293               | Téléverser                                                                                    |
| (nl) Gebouw, mouterij Van Geeteruyen-Rogman 1885                                              |                       |                                  | Belsele           | Kerkstraat 14                | 51° 08′ 54″ nord, 4° 05′ 18″ est | 15297               | Téléverser                                                                                    |
| (nl) Herenhuis XIX, dubbelhuis                                                                |                       |                                  | Belsele           | Kerkstraat 9                 | 51° 08′ 52″ nord, 4° 05′ 21″ est | 15298               | Téléverser                                                                                    |
| (nl) Meisjesschool met gebouw in neogotische stijl 1879                                       |                       |                                  | Belsele           | Kerkstraat 13                | 51° 08′ 57″ nord, 4° 05′ 22″ est | 15299               | Téléverser                                                                                    |
| (nl) Hof te Ruyte boerderij losse bestanddelen en stallen                                     |                       |                                  | Belsele           | Kleemstraat 73               | 51° 09′ 13″ nord, 4° 05′ 08″ est | 15300               | Téléverser                                                                                    |
| (nl) Kapel ter ere van Onze-Lieve-Vrouw van Bijstand, n                                       |                       |                                  | Belsele           | Sinaaiwegel                  | 51° 09′ 18″ nord, 4° 04′ 01″ est | 15301               | Téléverser                                                                                    |
| (nl) Parochiekerk Sint-Job, 1904-05 naar ontwerp van H. Geirnaert                             | Oui                   |                                  | Belsele           | Kemzekestraat 2              | 51° 10′ 25″ nord, 4° 04′ 13″ est | 15302               | Téléverser "                                                                                  |
| (nl) Boerderij; woonhuis en dwarsschuur                                                       |                       |                                  | Belsele           | Kruisstraat 5                | 51° 10′ 25″ nord, 4° 04′ 10″ est | 15303               | Téléverser"                                                                                   |
| (nl) Onze-Lieve-Vrouwekapel, neoclassicisme                                                   |                       |                                  | Belsele           | Lokerse Baan                 | 51° 08′ 33″ nord, 4° 04′ 44″ est | 15305               | Téléverser                                                                                    |
| (nl) Tweegezinswoning                                                                         |                       |                                  | Belsele           | Lokerse Baan 27              | 51° 08′ 26″ nord, 4° 04′ 25″ est | 15306               | Téléverser                                                                                    |
| (nl) Tweegezinswoning                                                                         |                       |                                  | Belsele           | Lokerse Baan 29              | 51° 08′ 26″ nord, 4° 04′ 25″ est | 15306               | Téléverser                                                                                    |
| (nl) Kapel Onze-Lieve-Vrouw van Lourdes 1877                                                  |                       |                                  | Belsele           | Marktstraat                  | 51° 10′ 29″ nord, 4° 04′ 35″ est | 15307               | Téléverser "                                                                                  |
| (nl) Omwalde boerderij XIX; woonhuis, dwarsschuur, dien                                       |                       |                                  | Belsele           | Omloopdreef 4                | 51° 09′ 49″ nord, 4° 06′ 32″ est | 15309               | Téléverser"                                                                                   |
| (nl) Dubbelhuisje XVIII                                                                       |                       |                                  | Belsele           | Omloopdreef 27               | 51° 09′ 49″ nord, 4° 06′ 47″ est | 15310               | Téléverser                                                                                    |
| (nl) Kapel Onze-Lieve-Vrouw van zeven Weeën, neogotisch                                       |                       |                                  | Belsele           | Palingsgatstraat             | 51° 10′ 39″ nord, 4° 03′ 59″ est | 15311               | Téléverser                                                                                    |
| (nl) Boerderij                                                                                |                       |                                  | Belsele           | Palingsgatstraat 5           | 51° 10′ 40″ nord, 4° 03′ 53″ est | 15312               | Téléverser                                                                                    |
| (nl) Boerderij                                                                                |                       |                                  | Belsele           | Palingsgatstraat 31          | 51° 10′ 44″ nord, 4° 03′ 41″ est | 15313               | Téléverser                                                                                    |
| (nl) Kapel ter ere van Sint-Andries, neogotische kapel 1                                      |                       |                                  | Belsele           | Rozenlaan                    | 51° 08′ 50″ nord, 4° 05′ 59″ est | 15315               | Téléverser                                                                                    |
| (nl) Eeckelaert hofstede 1665                                                                 |                       |                                  | Belsele           | Schrijberg 203               | 51° 08′ 12″ nord, 4° 04′ 26″ est | 15316               | Téléverser                                                                                    |
| (nl) Station Sinaai                                                                           | Oui                   |                                  | Belsele           | Stationswegel 1              | 51° 08′ 36″ nord, 4° 04′ 04″ est | 15317               | Téléverser                                                                                    |
| (nl) Boerenwoning dubbelhuistype                                                              |                       |                                  | Nieuwkerken-Waas  | Drielindenstraat 81          | 51° 12′ 12″ nord, 4° 10′ 08″ est | 15318               | Téléverser                                                                                    |
| (nl) Dubbelhuis 1858                                                                          |                       |                                  | Nieuwkerken-Waas  | Heihoekstraat 131            | 51° 10′ 56″ nord, 4° 11′ 21″ est | 15319               | Téléverser                                                                                    |
| (nl) Schuttershof, boerderij                                                                  |                       |                                  | Nieuwkerken-Waas  | Kolkstraat 82                | 51° 12′ 07″ nord, 4° 11′ 03″ est | 15320               | Téléverser                                                                                    |
| (nl) Kapel Heilige Antonius 1911, neogotische kapel                                           |                       |                                  | Nieuwkerken-Waas  | Meesterstraat                | 51° 11′ 12″ nord, 4° 10′ 31″ est | 15322               | (nl) Kapel Heilige Antonius 1911, neogotische kapel                                           |
| (nl) Vroegere herenhoeve Wallenhof                                                            | Oui                   |                                  | Nieuwkerken-Waas  | Meesterstraat 97             | 51° 11′ 12″ nord, 4° 10′ 27″ est | 15323               | (nl) Vroegere herenhoeve Wallenhof                                                            |
| (nl) Rijhuis Art Decostijl 1930, met winkelpui                                                |                       |                                  | Nieuwkerken-Waas  | Nieuwkerkenstraat 1          | 51° 11′ 33″ nord, 4° 10′ 41″ est | 15324               | Téléverser                                                                                    |
| (nl) Dubbelhuis                                                                               |                       |                                  | Nieuwkerken-Waas  | Nieuwkerkenstraat 24         | 51° 11′ 32″ nord, 4° 10′ 44″ est | 15326               | Téléverser                                                                                    |
| (nl) Dubbelhuis                                                                               |                       |                                  | Nieuwkerken-Waas  | Nieuwkerkenstraat 26         | 51° 11′ 32″ nord, 4° 10′ 44″ est | 15326               | Téléverser                                                                                    |
| (nl) Burgerhuis 1859                                                                          |                       |                                  | Nieuwkerken-Waas  | Nieuwkerkenstraat 33         | 51° 11′ 29″ nord, 4° 10′ 41″ est | 15327               | (nl) Burgerhuis 1859                                                                          |
| (nl) Dubbelhuis gedateerd 1864                                                                |                       |                                  | Nieuwkerken-Waas  | Nieuwkerkenstraat 37         | 51° 11′ 30″ nord, 4° 10′ 42″ est | 15328               | Téléverser                                                                                    |
| (nl) Burgerhuis                                                                               |                       |                                  | Nieuwkerken-Waas  | Nieuwkerkenstraat 70         | 51° 11′ 26″ nord, 4° 10′ 47″ est | 15329               | (nl) Burgerhuis                                                                               |
| (nl) Villa 1898 Torenhof, eclectische stijl                                                   |                       |                                  | Nieuwkerken-Waas  | Nieuwkerkenstraat 80         | 51° 11′ 24″ nord, 4° 10′ 49″ est | 15330               | (nl) Villa 1898 Torenhof, eclectische stijl                                                   |
| (nl) Open hoeve, Dorpshoeve kern 1569                                                         |                       |                                  | Nieuwkerken-Waas  | Nieuwkerkenstraat 193        | 51° 11′ 16″ nord, 4° 10′ 53″ est | 15333               | (nl) Open hoeve, Dorpshoeve kern 1569                                                         |
| (nl) Herenhuis XIX, geboortehuis priester dichter Géry                                        |                       |                                  | Nieuwkerken-Waas  | Pastorijstraat 29            | 51° 11′ 38″ nord, 4° 10′ 33″ est | 15337               | (nl) Herenhuis XIX, geboortehuis priester dichter Géry                                        |
| (nl) Herenhuis                                                                                |                       |                                  | Nieuwkerken-Waas  | Pastorijstraat 30            | 51° 11′ 34″ nord, 4° 10′ 35″ est | 15338               | Téléverser                                                                                    |
| (nl) Pastorie 1805                                                                            | Oui                   |                                  | Nieuwkerken-Waas  | Pastorijstraat 31            | 51° 11′ 38″ nord, 4° 10′ 30″ est | 15339               | (nl) Pastorie 1805                                                                            |
| (nl) Neoclassicistisch herenhuis                                                              |                       |                                  | Nieuwkerken-Waas  | Pastorijstraat 33            | 51° 11′ 37″ nord, 4° 10′ 28″ est | 15340               | (nl) Neoclassicistisch herenhuis                                                              |
| (nl) Burgerhuis                                                                               |                       |                                  | Nieuwkerken-Waas  | Pastorijstraat 48            | 51° 11′ 34″ nord, 4° 10′ 28″ est | 15341               | (nl) Burgerhuis                                                                               |
| (nl) Schoolgebouw neogotische stijl 1880                                                      |                       |                                  | Nieuwkerken-Waas  | Peperstraat 1                | 51° 11′ 36″ nord, 4° 10′ 22″ est | 15343               | (nl) Schoolgebouw neogotische stijl 1880                                                      |
| (nl) Boerderij, Schaliënhuis, woonhuis, schuren en stallen                                    |                       |                                  | Nieuwkerken-Waas  | Portugesestraat 10           | 51° 12′ 14″ nord, 4° 10′ 46″ est | 15344               | Téléverser                                                                                    |
| (nl) Parochiekerk Onze-Lieve-Vrouw-ten-Bos, pseudobasiliek                                    |                       |                                  | Nieuwkerken-Waas  | Ten Bos                      | 51° 11′ 36″ nord, 4° 10′ 43″ est | 15345               | (nl) Parochiekerk Onze-Lieve-Vrouw-ten-Bos, pseudobasiliek                                    |
| (nl) Gemeentehuis 1767 naar ontwerp van Casteleyn                                             | Oui                   |                                  | Nieuwkerken-Waas  | Ten Bos 1                    | 51° 11′ 35″ nord, 4° 10′ 40″ est | 15346               | (nl) Gemeentehuis 1767 naar ontwerp van Casteleyn                                             |
| (nl) Burgerhuis XIX                                                                           |                       |                                  | Nieuwkerken-Waas  | Ten Bos 3                    | 51° 11′ 35″ nord, 4° 10′ 39″ est | 15347               | Téléverser                                                                                    |
| (nl) Hoekhuis 1811                                                                            |                       |                                  | Nieuwkerken-Waas  | Ten Bos 5                    | 51° 11′ 36″ nord, 4° 10′ 39″ est | 15349               | Téléverser                                                                                    |
| (nl) Dubbelhuis 1831                                                                          |                       |                                  | Nieuwkerken-Waas  | Ten Bos 7                    | 51° 11′ 38″ nord, 4° 10′ 40″ est | 15351               | Téléverser                                                                                    |
| (nl) Dubbelhuisje                                                                             |                       |                                  | Nieuwkerken-Waas  | Ten Bos 19                   | 51° 11′ 37″ nord, 4° 10′ 45″ est | 15352               | Téléverser                                                                                    |
| (nl) Gebouw, remise                                                                           |                       |                                  | Nieuwkerken-Waas  | Ten Bos                      | 51° 11′ 36″ nord, 4° 10′ 45″ est | 15353               | Téléverser                                                                                    |
| (nl) Burgerhuis                                                                               |                       |                                  | Nieuwkerken-Waas  | Ten Bos 34                   | 51° 11′ 35″ nord, 4° 10′ 39″ est | 15354               | Téléverser                                                                                    |
| (nl) Enkelhuisje 1806                                                                         |                       |                                  | Nieuwkerken-Waas  | Vlasbloemstraat 30           | 51° 11′ 31″ nord, 4° 10′ 53″ est | 15355               | Téléverser                                                                                    |
| (nl) Dubbelhuis                                                                               |                       |                                  | Nieuwkerken-Waas  | Vlasbloemstraat 32           | 51° 11′ 32″ nord, 4° 10′ 53″ est | 15356               | Téléverser                                                                                    |
| (nl) Dubbelhuis                                                                               |                       |                                  | Nieuwkerken-Waas  | Vrasenestraat 90             | 51° 11′ 49″ nord, 4° 10′ 55″ est | 15357               | Téléverser                                                                                    |
| (nl) Boerenburgerhuis 1844                                                                    |                       |                                  | Nieuwkerken-Waas  | Vrouweneekhoekstraat 149     | 51° 11′ 25″ nord, 4° 08′ 42″ est | 15359               | Téléverser                                                                                    |
| (nl) Neoclassicistisch kasteeltje                                                             |                       |                                  | Nieuwkerken-Waas  | Zandstraat                   | 51° 11′ 28″ nord, 4° 12′ 18″ est | 15360               | Téléverser                                                                                    |
| (nl) Enkelhuis                                                                                |                       |                                  | Sinay             | Dries 16                     | 51° 09′ 24″ nord, 4° 02′ 42″ est | 15361               | Téléverser                                                                                    |
| (nl) Dubbelhuis                                                                               |                       |                                  | Sinay             | Dries 18                     | 51° 09′ 24″ nord, 4° 02′ 43″ est | 15362               | Téléverser                                                                                    |
| (nl) Enkelhuisje                                                                              |                       |                                  | Sinay             | Dries 20                     | 51° 09′ 24″ nord, 4° 02′ 42″ est | 15363               | Téléverser                                                                                    |
| (nl) Burgerhuis en lijstgevel                                                                 |                       |                                  | Sinay             | Dries 21                     | 51° 09′ 22″ nord, 4° 02′ 34″ est | 15364               | Téléverser                                                                                    |
| (nl) Dubbelhuis                                                                               | Oui                   |                                  | Sinay             | Dries 23                     | 51° 09′ 23″ nord, 4° 02′ 34″ est | 15365               | Téléverser                                                                                    |
| (nl) Dubbelhuis                                                                               | Oui                   |                                  | Sinay             | Dries 26                     | 51° 09′ 26″ nord, 4° 02′ 42″ est | 15366               | Téléverser                                                                                    |
| (nl) Enkelhuisje                                                                              | Oui                   |                                  | Sinay             | Dries 28                     | 51° 09′ 26″ nord, 4° 02′ 41″ est | 15367               | Téléverser                                                                                    |
| (nl) Dubbelhuis, jaartal 1793                                                                 | Oui                   |                                  | Sinay             | Dries 32                     | 51° 09′ 26″ nord, 4° 02′ 40″ est | 15368               | Téléverser                                                                                    |
| (nl) Gebouwen, brouwerij Capoen en woonhuis                                                   | Oui                   |                                  | Sinay             | Dries 34                     | 51° 09′ 27″ nord, 4° 02′ 39″ est | 15369               | Téléverser                                                                                    |
| (nl) Tweegezinswoning                                                                         | Oui                   |                                  | Sinay             | Dries 41                     | 51° 09′ 24″ nord, 4° 02′ 30″ est | 15370               | Téléverser                                                                                    |
| (nl) Tweegezinswoning                                                                         | Oui                   |                                  | Sinay             | Dries 43                     | 51° 09′ 24″ nord, 4° 02′ 30″ est | 15370               | Téléverser                                                                                    |
| (nl) Driegezinswoning                                                                         | Oui                   |                                  | Sinay             | Dries 45                     | 51° 09′ 24″ nord, 4° 02′ 30″ est | 15371               | Téléverser                                                                                    |
| (nl) Driegezinswoning                                                                         | Oui                   |                                  | Sinay             | Dries 47                     | 51° 09′ 24″ nord, 4° 02′ 30″ est | 15371               | Téléverser                                                                                    |
| (nl) Gebouwen                                                                                 | Oui                   |                                  | Sinay             | Dries 59                     | 51° 09′ 24″ nord, 4° 02′ 27″ est | 15372               | Téléverser                                                                                    |
| (nl) Pastorie, herenhuis 1907 naar ontwerp van J. Goethals                                    | Oui                   |                                  | Sinay             | Dries 68                     | 51° 09′ 28″ nord, 4° 02′ 32″ est | 15374               | Téléverser                                                                                    |
| Église Sainte-Catherine de Sinay                                                              | Oui                   |                                  | Sinay             | Dries 72                     | 51° 09′ 27″ nord, 4° 02′ 31″ est | 15375               | Église Sainte-Catherine de Sinay                                                              |
| (nl) Gemeentehuis met woonhuizen aan weerszijden                                              | Oui                   |                                  | Sinay             | Dries 78                     | 51° 09′ 25″ nord, 4° 02′ 34″ est | 15376               | Téléverser                                                                                    |
| (nl) Gemeentehuis met woonhuizen aan weerszijden                                              | Oui                   |                                  | Sinaai            | Dries 80                     | 51° 09′ 25″ nord, 4° 02′ 34″ est | 15376               | Téléverser                                                                                    |
| (nl) Gemeentehuis met woonhuizen aan weerszijden                                              | Oui                   |                                  | Sinay             | Dries 82                     | 51° 09′ 25″ nord, 4° 02′ 34″ est | 15376               | Téléverser                                                                                    |
| (nl) Gemeentehuis met woonhuizen aan weerszijden                                              | Oui                   |                                  | Sinay             | Dries 86                     | 51° 09′ 25″ nord, 4° 02′ 34″ est | 15376               | Téléverser                                                                                    |
| (nl) Gemeentehuis met woonhuizen aan weerszijden                                              | Oui                   |                                  | Sinay             | Dries 88                     | 51° 09′ 25″ nord, 4° 02′ 34″ est | 15376               | Téléverser                                                                                    |
| (nl) Gemeentehuis met woonhuizen aan weerszijden                                              | Oui                   |                                  | Sinay             | Dries 90                     | 51° 09′ 25″ nord, 4° 02′ 34″ est | 15376               | Téléverser                                                                                    |
| (nl) Gemeentepomp voor het gemeentehuis                                                       | Oui                   |                                  | Sinay             | Dries                        | 51° 09′ 25″ nord, 4° 02′ 35″ est | 15377               | Téléverser                                                                                    |
| (nl) Boerenwoning Hoeve Bal                                                                   | Oui                   |                                  | Sinay             | Edgard Tinelstraat 4         | 51° 09′ 30″ nord, 4° 02′ 31″ est | 15378               | Téléverser                                                                                    |
| (nl) Breedhuisje                                                                              | Oui                   |                                  | Sinay             | Edgard Tinelstraat 15        | 51° 09′ 29″ nord, 4° 02′ 27″ est | 15379               | Téléverser                                                                                    |
| (nl) Gemeenteschool                                                                           |                       |                                  | Sinay             | Edgard Tinelstraat 29        | 51° 09′ 32″ nord, 4° 02′ 28″ est | 15381               | Téléverser                                                                                    |
| (nl) Tinelmuseum                                                                              |                       |                                  | Sinay             | Edgard Tinelstraat 31        | 51° 09′ 32″ nord, 4° 02′ 29″ est | 15382               | Téléverser                                                                                    |
| (nl) Hoeve De Wapenaere 1641                                                                  |                       |                                  | Sinay             | Edgard Tinelstraat 34        | 51° 09′ 36″ nord, 4° 02′ 32″ est | 15383               | Téléverser                                                                                    |
| (nl) Dubbelhuisje                                                                             |                       |                                  | Sinay             | Edgard Tinelstraat 49        | 51° 09′ 35″ nord, 4° 02′ 27″ est | 15384               | Téléverser                                                                                    |
| (nl) Dubbelhuisje                                                                             |                       |                                  | Sinay             | Edgard Tinelstraat 51        | 51° 09′ 36″ nord, 4° 02′ 28″ est | 15385               | Téléverser                                                                                    |
| (nl) Kapel Onze-Lieve-Vrouw van Salette, ca. 1925                                             |                       |                                  | Sinay             | Edgard Tinelstraat 92        | 51° 09′ 46″ nord, 4° 02′ 45″ est | 15386               | Téléverser                                                                                    |
| (nl) Boerenhuisje                                                                             |                       |                                  | Sinay             | Keizerstraat 3               | 51° 09′ 21″ nord, 4° 00′ 27″ est | 15387               | Téléverser                                                                                    |
| (nl) Boerderij                                                                                |                       |                                  | Sinay             | Keizerstraat 9A              | 51° 09′ 21″ nord, 4° 00′ 26″ est | 15388               | Téléverser                                                                                    |
| (nl) Hoekhuis                                                                                 |                       |                                  | Sinay             | Leebrugstraat 2              | 51° 09′ 22″ nord, 4° 00′ 31″ est | 15389               | Téléverser                                                                                    |
| (nl) Heilig-Hartkapel 1895                                                                    |                       |                                  | Sinay             | Leebrugstraat                | 51° 09′ 14″ nord, 4° 00′ 26″ est | 15390               | Téléverser                                                                                    |
| (nl) Schoolhuis                                                                               |                       |                                  | Sinay             | Leebrugstraat 67             | 51° 09′ 02″ nord, 4° 00′ 17″ est | 15391               | Téléverser                                                                                    |
| (nl) Gebouw, rest klooster, Lysdonckhoeve                                                     | Oui                   |                                  | Sinay             | Leestraat 2                  | 51° 08′ 19″ nord, 4° 01′ 11″ est | 15392               | Téléverser                                                                                    |
| (nl) Boerenhuis                                                                               |                       |                                  | Sinay             | Molenstraat 35               | 51° 09′ 48″ nord, 4° 03′ 18″ est | 15395               | Téléverser                                                                                    |
| (nl) Dubbelhuis 1862                                                                          |                       |                                  | Sinay             | Molenstraat 47               | 51° 09′ 48″ nord, 4° 03′ 25″ est | 15396               | Téléverser                                                                                    |
| (nl) Kapel Onze-Lieve-Vrouw zeven Weeën 1873                                                  |                       |                                  | Sinay             | Ransbeekstraat 1             | 51° 09′ 59″ nord, 4° 03′ 29″ est | 15397               | Téléverser                                                                                    |
| (nl) Boerderij met woonhuis 1813 en dwarsschuur                                               |                       |                                  | Sinay             | Ransbeekstraat 3             | 51° 09′ 58″ nord, 4° 03′ 33″ est | 15398               | Téléverser                                                                                    |
| (nl) Dubbelhuis                                                                               | Oui                   |                                  | Sinay             | Sinaaidorp 4                 | 51° 09′ 27″ nord, 4° 02′ 26″ est | 15399               | Téléverser                                                                                    |
| (nl) Dubbelhuis                                                                               | Oui                   |                                  | Sinay             | Sinaaidorp 6                 | 51° 09′ 27″ nord, 4° 02′ 25″ est | 15400               | Téléverser                                                                                    |
| (nl) Klooster van Maria Reparatrix, ook Maria Eerherste                                       | Oui                   |                                  | Sinay             | Sinaaidorp 7                 | 51° 09′ 25″ nord, 4° 02′ 25″ est | 15401               | Téléverser                                                                                    |
| (nl) Dubbelhuisje                                                                             | Oui                   |                                  | Sinay             | Sinaaidorp 13                | 51° 09′ 26″ nord, 4° 02′ 23″ est | 15402               | Téléverser                                                                                    |
| (nl) Enkelhuis                                                                                | Oui                   |                                  | Sinay             | Sinaaidorp 15                | 51° 09′ 25″ nord, 4° 02′ 22″ est | 15403               | Téléverser                                                                                    |
| (nl) Burgerhuis, ANNO en initialen DSV                                                        |                       |                                  | Sinay             | Sinaaidorp 19                | 51° 09′ 26″ nord, 4° 02′ 21″ est | 15404               | Téléverser                                                                                    |
| (nl) Dubbelhuis                                                                               |                       |                                  | Sinay             | Sinaaidorp 26                | 51° 09′ 29″ nord, 4° 02′ 22″ est | 15405               | Téléverser                                                                                    |
| (nl) Hoekhuis XIX                                                                             |                       |                                  | Sinay             | Sinaaidorp 48                | 51° 09′ 29″ nord, 4° 02′ 17″ est | 15406               | Téléverser                                                                                    |
| (nl) Burgerhuis                                                                               |                       |                                  | Sinay             | Sinaaidorp 53                | 51° 09′ 25″ nord, 4° 02′ 14″ est | 15407               | Téléverser                                                                                    |
| (nl) Dubbelhuisje                                                                             |                       |                                  | Sinay             | Sinaaidorp 56                | 51° 09′ 29″ nord, 4° 02′ 15″ est | 15408               | Téléverser                                                                                    |
| (nl) Dubbelhuis                                                                               |                       |                                  | Sinay             | Sinaaidorp 71                | 51° 09′ 25″ nord, 4° 02′ 04″ est | 15409               | Téléverser                                                                                    |
| (nl) Herenhuis XX naar ontwerp van A. Waterschoot                                             |                       |                                  | Sinay             | Sinaaidorp 94                | 51° 09′ 28″ nord, 4° 02′ 04″ est | 15410               | Téléverser                                                                                    |
| (nl) Enkelhuizen spiegelbeeldschema, initialen DCS                                            |                       |                                  | Sinay             | Sinaaidorp 96                | 51° 09′ 28″ nord, 4° 02′ 03″ est | 15411               | Téléverser                                                                                    |
| (nl) Enkelhuizen spiegelbeeldschema, initialen DCS                                            |                       |                                  | Sinay             | Sinaaidorp 98                | 51° 09′ 28″ nord, 4° 02′ 03″ est | 15411               | Téléverser                                                                                    |
| (nl) Boerderij                                                                                |                       |                                  | Sinay             | Stenenmuurstraat 58          | 51° 10′ 16″ nord, 4° 02′ 56″ est | 15413               | Téléverser                                                                                    |
| (nl) Sint-Annakapel 1812                                                                      |                       |                                  | Sinay             | Vleeshouwersstraat 88        | 51° 09′ 40″ nord, 4° 02′ 55″ est | 15414               | Téléverser "                                                                                  |
| (nl) Boerenhuis; motieven, naam Poppe en jaartal 1881                                         |                       |                                  | Sinay             | Wapenaarteinde 1             | 51° 08′ 58″ nord, 4° 00′ 03″ est | 15415               | Téléverser"                                                                                   |
| (nl) Boerderijwoning met zadeldak                                                             |                       |                                  | Sinay             | Wapenaarteinde 9             | 51° 08′ 57″ nord, 3° 59′ 44″ est | 15417               | Téléverser                                                                                    |
| (nl) Boerenhuis                                                                               |                       |                                  | Sinay             | Weimanstraat 4               | 51° 09′ 25″ nord, 4° 00′ 33″ est | 15418               | Téléverser                                                                                    |
| (nl) Dubbelhuis XVIII, inscriptie IHSanno 1780                                                |                       |                                  | Sinay             | Weimanstraat 41              | 51° 09′ 36″ nord, 4° 00′ 22″ est | 15419               | Téléverser                                                                                    |
| (nl) Boerderij 1790 en IHSmonogram                                                            |                       |                                  | Sinay             | Weimanstraat 44              | 51° 09′ 46″ nord, 4° 00′ 22″ est | 15420               | Téléverser                                                                                    |
| (nl) Berkenhof, woonhuis in landelijke Art Nouveaustijl                                       |                       |                                  | Sinay             | Wijnveld 8                   | 51° 09′ 13″ nord, 4° 02′ 36″ est | 15421               | Téléverser "                                                                                  |
| (nl) Kasteeltje in park; heden klooster der Paters Minderbroeders                             |                       |                                  | Sinay             | Wijnveld 251                 | 51° 08′ 40″ nord, 4° 03′ 56″ est | 15422               | Téléverser"                                                                                   |
| (nl) Heilige Rochuskapel 1833                                                                 |                       |                                  | Sinay             | Zwaanaardestraat 1           | 51° 09′ 26″ nord, 4° 02′ 00″ est | 15424               | Téléverser                                                                                    |
| (nl) Dubbelhuisje XIX                                                                         |                       |                                  | Sinay             | Zwaanaardestraat 5           | 51° 09′ 25″ nord, 4° 01′ 57″ est | 15425               | Téléverser                                                                                    |
| (nl) Boerenwoning dubbelhuistype XIX                                                          |                       |                                  | Sinay             | Zwaanaardestraat 7           | 51° 09′ 25″ nord, 4° 01′ 55″ est | 15426               | Téléverser                                                                                    |
| (nl) Woonhuis 1754, boederij                                                                  |                       |                                  | Sinay             | Zwaanaardestraat 24          | 51° 09′ 28″ nord, 4° 01′ 51″ est | 15427               | Téléverser                                                                                    |
| (nl) Maalderij De Puysseleyr                                                                  |                       |                                  | Sinay             | Zwaanaardestraat 129         | 51° 09′ 20″ nord, 4° 00′ 50″ est | 15428               | Téléverser                                                                                    |
| (nl) Gerestaureerde woning                                                                    |                       |                                  | Sinay             | Zwaanaardestraat 153         | 51° 09′ 20″ nord, 4° 00′ 39″ est | 15429               | Téléverser                                                                                    |
| (nl) Heilige Amelbergakapel                                                                   |                       |                                  |                   | Krekelstraat 99              | 51° 10′ 32″ nord, 4° 13′ 18″ est | 17252               | Téléverser                                                                                    |
| (nl) Kiosk                                                                                    | Oui                   |                                  | Sint-Niklaas      | Walburgstraat                | 51° 09′ 45″ nord, 4° 08′ 49″ est | 200887              | Téléverser                                                                                    |
| (nl) Woning                                                                                   | Oui                   |                                  | Sint-Niklaas      | Mgr. Stillemansstraat 28     | 51° 09′ 40″ nord, 4° 08′ 28″ est | 200921              | Téléverser                                                                                    |
| (nl) Woning                                                                                   | Oui                   |                                  | Sint-Niklaas      | Mgr. Stillemansstraat 58     | 51° 09′ 39″ nord, 4° 08′ 21″ est | 200922              | Téléverser                                                                                    |
| (nl) Woning                                                                                   | Oui                   |                                  | Sint-Niklaas      | Mgr. Stillemansstraat 60     | 51° 09′ 39″ nord, 4° 08′ 21″ est | 200923              | Téléverser                                                                                    |
| (nl) Woning naar ontwerp van August en Leander Waterschoot                                    | Oui                   |                                  | Sint-Niklaas      | Mgr. Stillemansstraat 74     | 51° 09′ 39″ nord, 4° 08′ 19″ est | 200924              | Téléverser                                                                                    |
| (nl) Woning naar ontwerp van August en Leander Waterschoot                                    | Oui                   |                                  | Sint-Niklaas      | Mgr. Stillemansstraat 76     | 51° 09′ 39″ nord, 4° 08′ 19″ est | 200924              | Téléverser                                                                                    |
| (nl) Woning naar ontwerp van Leander Waterschoot                                              | Oui                   |                                  | Sint-Niklaas      | Mgr. Stillemansstraat 27     | 51° 09′ 41″ nord, 4° 08′ 26″ est | 200926              | Téléverser                                                                                    |
| (nl) Woning                                                                                   | Oui                   |                                  | Sint-Niklaas      | Mgr. Stillemansstraat 49     | 51° 09′ 40″ nord, 4° 08′ 21″ est | 200927              | Téléverser                                                                                    |
| (nl) Regentieplein                                                                            | Oui                   |                                  | Sint-Niklaas      | Regentieplein                | 51° 10′ 06″ nord, 4° 08′ 41″ est | 200982              | (nl) Regentieplein                                                                            |
| (nl) Woonhuis                                                                                 |                       |                                  | Sint-Niklaas      | Damstraat 71                 | 51° 09′ 25″ nord, 4° 10′ 31″ est | 76196               | Téléverser                                                                                    |
| (nl) Hoekhuis, Hotel De Spiegel                                                               |                       |                                  | Sint-Niklaas      | Stationsstraat 1             | 51° 09′ 55″ nord, 4° 08′ 30″ est | 76197               | Téléverser                                                                                    |
| (nl) Hoekhuis, Hotel De Spiegel                                                               |                       |                                  | Sint-Niklaas      | Stationsstraat 3             | 51° 09′ 55″ nord, 4° 08′ 30″ est | 76197               | Téléverser                                                                                    |
| (nl) Burgerhuis                                                                               |                       |                                  | Sint-Niklaas      | Houtbriel 9                  | 51° 09′ 55″ nord, 4° 08′ 33″ est | 76199               | Téléverser                                                                                    |
| (nl) Eclectisch enkelhuis                                                                     |                       |                                  | Sint-Niklaas      | Houtbriel 10                 | 51° 09′ 55″ nord, 4° 08′ 34″ est | 76200               | Téléverser                                                                                    |
| (nl) Rijhuis                                                                                  |                       |                                  | Sint-Niklaas      | Houtbriel 14                 | 51° 09′ 55″ nord, 4° 08′ 35″ est | 76201               | Téléverser                                                                                    |
| (nl) Diephuis, herberg De Fruitmarkt                                                          |                       |                                  | Sint-Niklaas      | Houtbriel 22                 | 51° 09′ 53″ nord, 4° 08′ 35″ est | 76202               | Téléverser                                                                                    |
| (nl) Diephuis                                                                                 |                       |                                  | Sint-Niklaas      | Houtbriel 23                 | 51° 09′ 53″ nord, 4° 08′ 34″ est | 76203               | Téléverser                                                                                    |
| (nl) Dubbelhuis                                                                               |                       |                                  | Sint-Niklaas      | Houtbriel 24                 | 51° 09′ 53″ nord, 4° 08′ 34″ est | 76204               | Téléverser                                                                                    |
| (nl) Apotheek Tuypens                                                                         |                       |                                  | Sint-Niklaas      | Houtbriel 25                 | 51° 09′ 53″ nord, 4° 08′ 34″ est | 76205               | Téléverser                                                                                    |
| (nl) Huizenrij van 1772                                                                       |                       |                                  | Sint-Niklaas      | Houtbriel 26                 | 51° 09′ 53″ nord, 4° 08′ 31″ est | 76206               | Téléverser                                                                                    |
| (nl) Huizenrij van 1772                                                                       |                       |                                  | Sint-Niklaas      | Houtbriel 27                 | 51° 09′ 53″ nord, 4° 08′ 31″ est | 76206               | Téléverser                                                                                    |
| (nl) Huizenrij van 1772                                                                       |                       |                                  | Sint-Niklaas      | Houtbriel 28                 | 51° 09′ 53″ nord, 4° 08′ 31″ est | 76206               | Téléverser                                                                                    |
| (nl) Huizenrij van 1772                                                                       |                       |                                  | Sint-Niklaas      | Houtbriel 29                 | 51° 09′ 53″ nord, 4° 08′ 31″ est | 76206               | Téléverser                                                                                    |
| (nl) Huizenrij van 1772                                                                       |                       |                                  | Sint-Niklaas      | Houtbriel 30                 | 51° 09′ 53″ nord, 4° 08′ 31″ est | 76206               | Téléverser                                                                                    |
| (nl) Huizenrij van 1772                                                                       |                       |                                  | Sint-Niklaas      | Houtbriel 31                 | 51° 09′ 53″ nord, 4° 08′ 31″ est | 76206               | Téléverser                                                                                    |
| (nl) Rijhuis                                                                                  |                       |                                  | Sint-Niklaas      | Houtbriel 32                 | 51° 09′ 53″ nord, 4° 08′ 30″ est | 76207               | Téléverser                                                                                    |
| (nl) Twee gekoppelde woningen                                                                 |                       |                                  | Sint-Niklaas      | Houtbriel 33                 | 51° 09′ 53″ nord, 4° 08′ 29″ est | 76208               | Téléverser                                                                                    |
| (nl) Twee gekoppelde woningen                                                                 |                       |                                  | Sint-Niklaas      | Houtbriel 34                 | 51° 09′ 53″ nord, 4° 08′ 29″ est | 76208               | Téléverser                                                                                    |
| (nl) Rijhuis                                                                                  |                       |                                  | Nieuwkerken-Waas  | Gyselstraat 7                | 51° 11′ 39″ nord, 4° 10′ 39″ est | 76210               | Téléverser                                                                                    |
| (nl) Dubbelhuisje                                                                             |                       |                                  | Nieuwkerken-Waas  | Gyselstraat 15               | 51° 11′ 41″ nord, 4° 10′ 38″ est | 76211               | (nl) Dubbelhuisje                                                                             |
| (nl) Kapel van de Heilige Barbara                                                             |                       |                                  | Nieuwkerken-Waas  | Gyselstraat 87               | 51° 11′ 49″ nord, 4° 10′ 23″ est | 76212               | (nl) Kapel van de Heilige Barbara                                                             |
| (nl) Dubbelhuis                                                                               | Oui                   |                                  | Sinaai            | Hulstbaan 10                 | 51° 09′ 20″ nord, 4° 02′ 36″ est | 76214               | Téléverser                                                                                    |
| (nl) Villa Aimée                                                                              | Oui                   |                                  | Sinaai            | Hulstbaan 26                 | 51° 09′ 18″ nord, 4° 02′ 33″ est | 76215               | Téléverser                                                                                    |
| (nl) Kruisbeeld                                                                               |                       |                                  | Sinaai            | Hulstbaan                    | 51° 08′ 26″ nord, 4° 01′ 45″ est | 76217               | Téléverser                                                                                    |
| (nl) Houten kruisbeeld                                                                        |                       |                                  | Sinaai            | Waterstraat                  | 51° 10′ 28″ nord, 4° 02′ 53″ est | 83805               | Téléverser                                                                                    |